# Générac (Gard)
Pour les articles homonymes, voir Générac.
Générac est une commune française située dans le sud-est du département du Gard, en région Occitanie.
Le village se situe au sud de la ville de Nîmes, dans la région naturelle des Costières. Il s'est développé dans un espace géographique fréquenté par l'homme depuis de nombreux siècles. Marqué par l'influence des comtes de Toulouse et par le passage de grands ordres militaires médiévaux, Générac a également connu la Réforme protestante au XVIe siècle et les conflits religieux qui l'ont suivie. Au XIXe siècle, l'essor du vignoble des Costières a assuré au village une certaine prospérité.
Aujourd'hui encore, Générac se trouve au cœur du terroir viticole des Costières de Nîmes. L'activité essentiellement agricole de la commune est aussi soutenue par l'arboriculture fruitière, bien que les services tendent à y occuper une place toujours plus importante.
La commune comptait 4 039 habitants en 2022, après avoir connu une forte hausse de la population depuis 1962. Elle constitue une unité urbaine et fait partie de l'aire d'attraction de Nîmes. Elle fait partie de la communauté d'agglomération Nîmes Métropole. Ses habitants sont les Généracois et Généracoises et ils sont surnommés Li racanels dans le langage des sobriquets collectifs parce qu'ils étaient considérés comme des râleurs.

## Géographie

### Localisation et communes limitrophes
La commune de Générac se situe à 14 km au sud de Nîmes, au centre d'un triangle formé par les villes de Nîmes, Vauvert et Saint-Gilles. Elle se trouve en plein cœur de la région naturelle et agricole des Costières et aux portes de la Petite Camargue.
Les communes limitrophes sont Milhaud, Aubord, Beauvoisin, Nîmes et Saint-Gilles.

### Hydrographie et relief

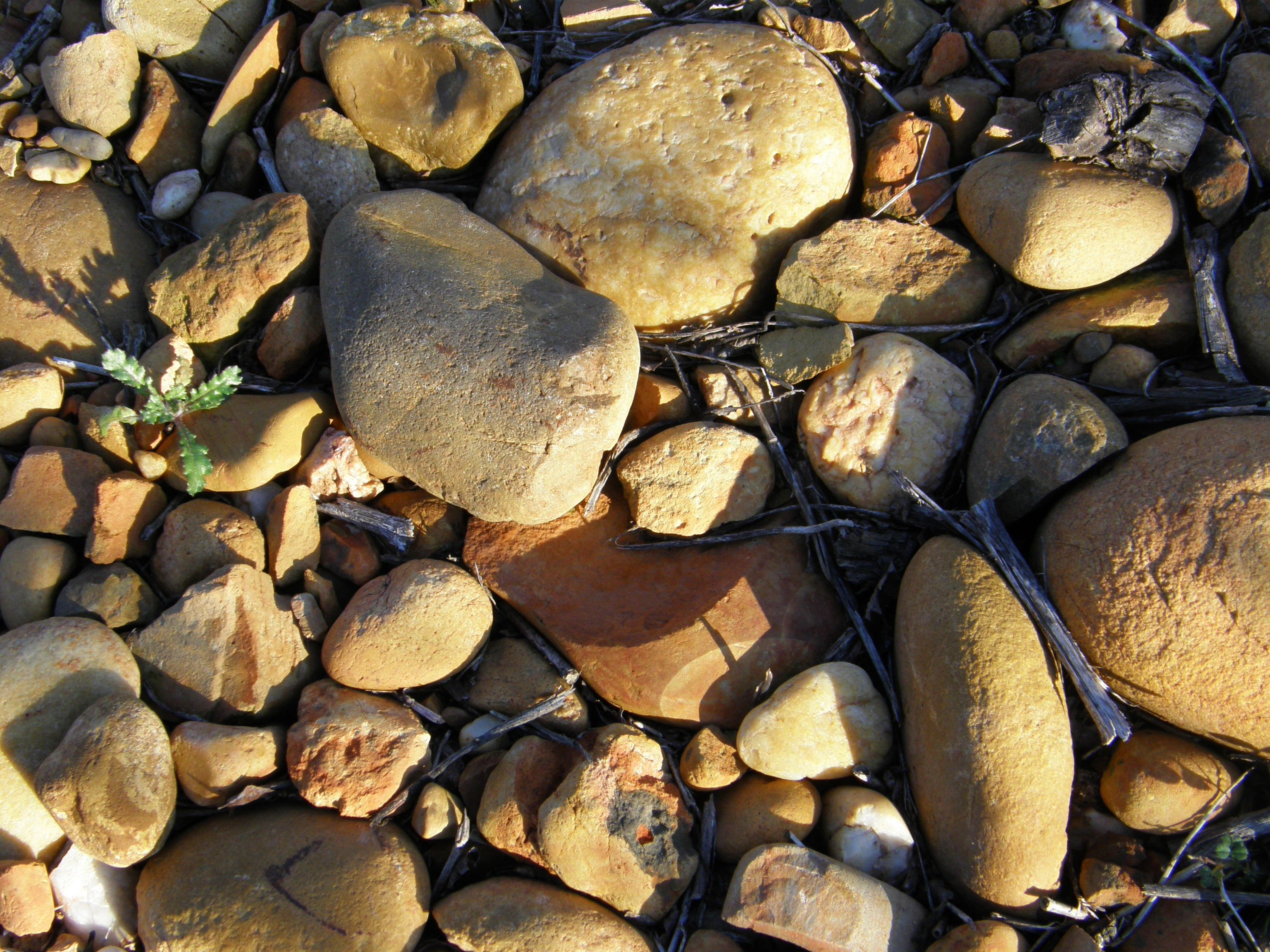
Grès des Costières.

La commune n'est traversée par aucune rivière. Seuls quelques ruisseaux s'échappent des collines. Les plus notables sont le Grand Campagnolle et le Rieu, tous deux affluents du Vistre. Les nappes de la Vistrenque et des Costières constituent quant à elles un réservoir d'eau important pour tout le sud du département du Gard.
Situé sur la rive droite du Rhône, le plateau des Costières contre lequel se niche Générac s'est principalement formé par l'action tumultueuse du fleuve vers la fin de l'ère tertiaire, au Pliocène. Durant cette période, l'écorce terrestre se soulève sensiblement par la forte pression des sédiments maritimes. Parallèlement à ce phénomène, le climat se radoucit et entraine la fonte des glaciers. Des masses d'alluvions fluviatiles suivent le lit du Rhône afin de rejoindre la mer. Les plus volumineuses de ces masses rocheuses s'échouent en amont et les plus petites se déposent en aval, en bordure de l'actuelle basse vallée du Rhône. Notons que dans la partie sud du plateau des Costières, ces dépôts fluviatiles peuvent également avoir une origine durancienne.
Les galets patinés des Costières, localement appelés grès, sont principalement composés de silice. Ces cailloutis villafranchiens, qui ont mis plusieurs millions d'années à s'accumuler pour former le paysage connu aujourd'hui, possèdent une très bonne faculté drainante. En profondeur, le sous-sol des Costières présente des strates d'argile rouge, localement appelées gapans, des marnes, ainsi que des sables marins. Ces dernières formations affleurent parfois sur les hauteurs de Générac.
L'altitude moyenne du village est de 85 mètres au sein de l'aire urbaine. Cette altitude diminue doucement en direction du nord. En revanche, au sud, le village est immédiatement entouré de petites collines d'une centaine de mètres environ, les puechs, formés par la puissante érosion hydro-éolienne du plateau. Le plus haut d'entre eux, le puech de Dardaillon, culmine à 146 mètres. S'il est couramment fait référence aux « sept collines de Générac », les puechs sont en réalité plus nombreux. Au moins huit d'entre eux se distinguent :
| Puech                  | Altitude en mètres |
| ---------------------- | ------------------ |
| Puech de Dardaillon    | 146                |
| Puech du Moulin à Vent | 141                |
| Puech Cocon            | 139                |
| Puech Lachet           | 136                |
| Puech Roussin          | 135                |
| Puech de Casseport     | 133                |
| Puech de la Savatte    | 127                |
| Puech du Cade          | 110                |

### Paysages naturels
Un vaste panorama peut être aperçu du sommet des puechs généracois, sur les plaines environnantes et au-delà.
Au nord, en direction de l'agglomération nîmoise, se développe la plaine du Vistre où se côtoient vergers et cultures maraîchères. Au loin se dessinent les montagnes des Cévennes. Vers le sud, le plateau caillouteux des Costières est depuis longtemps propice à la viticulture ; de là, le paysage embrasse les étangs de Camargue gardoise et la plaine camarguaise. Par beau temps, la mer Méditerranée peut également être aperçue. À l'ouest, les Costières s'étendent jusqu'aux communes de Beauvoisin et Vauvert. Le pic Saint-Loup se dessine à l'horizon. À l'est, le mont Ventoux est tout aussi aisément repérable. En revanche, en direction de la vallée du Rhône, les plus hauts sommets des Alpes ne peuvent être aperçus que par un temps parfaitement clair.
La nature à la fois caillouteuse et sablonneuse du sous-sol des Costières a favorisé la présence d'une végétation basse, méditerranéenne, de type garrigue. De nombreuses essences caractéristiques de ce milieu recouvrent les collines généracoises : pin parasol, chêne vert, chêne kermès, amandier, genêt, genévrier cade, ciste, thym.
Cette végétation sèche et soumise aux vents connait un fort risque d'incendie en période estivale. À titre d'exemple, plus de 600 hectares de végétation ont brûlé à Générac lors des incendies des 30 juillet et 2 août 2019,. La lutte contre ces feux a mobilisé jusqu'à 500 pompiers, 140 véhicules et a causé le décès d'un pilote lors du crash de son avion Tracker S-2FT,.

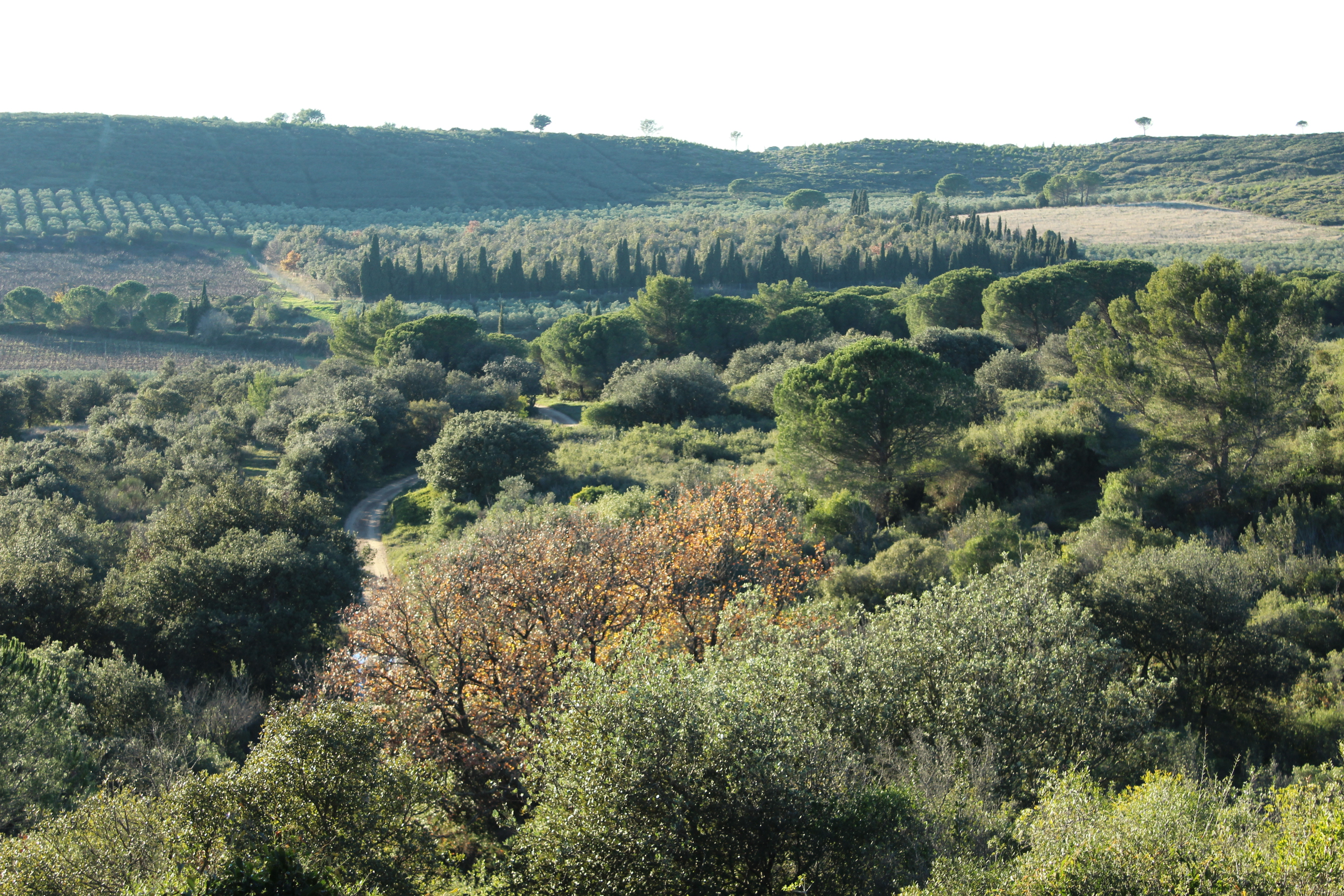
Vue sur les puechs généracois.
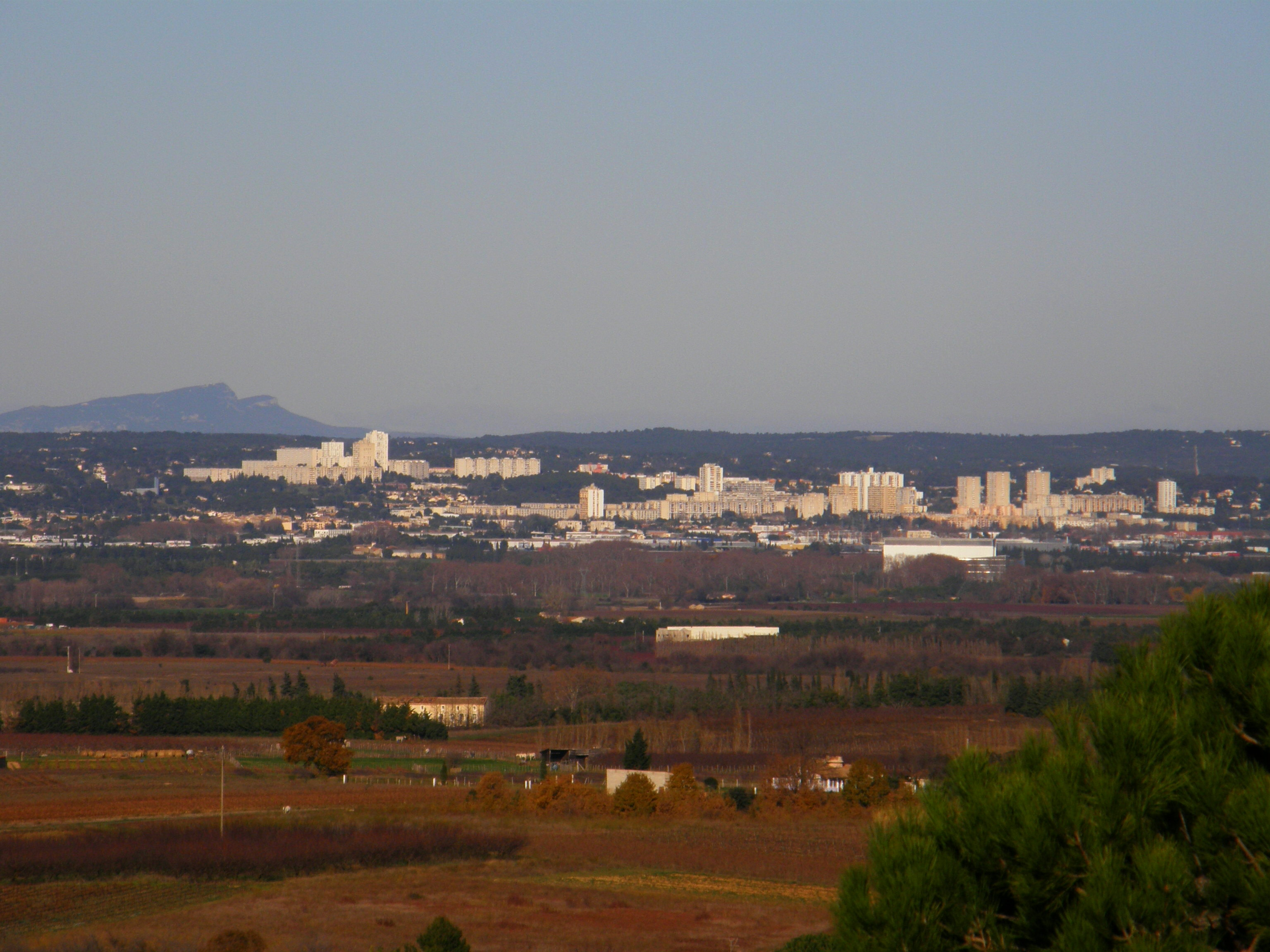
Au nord, Nîmes et la plaine du Vistre.
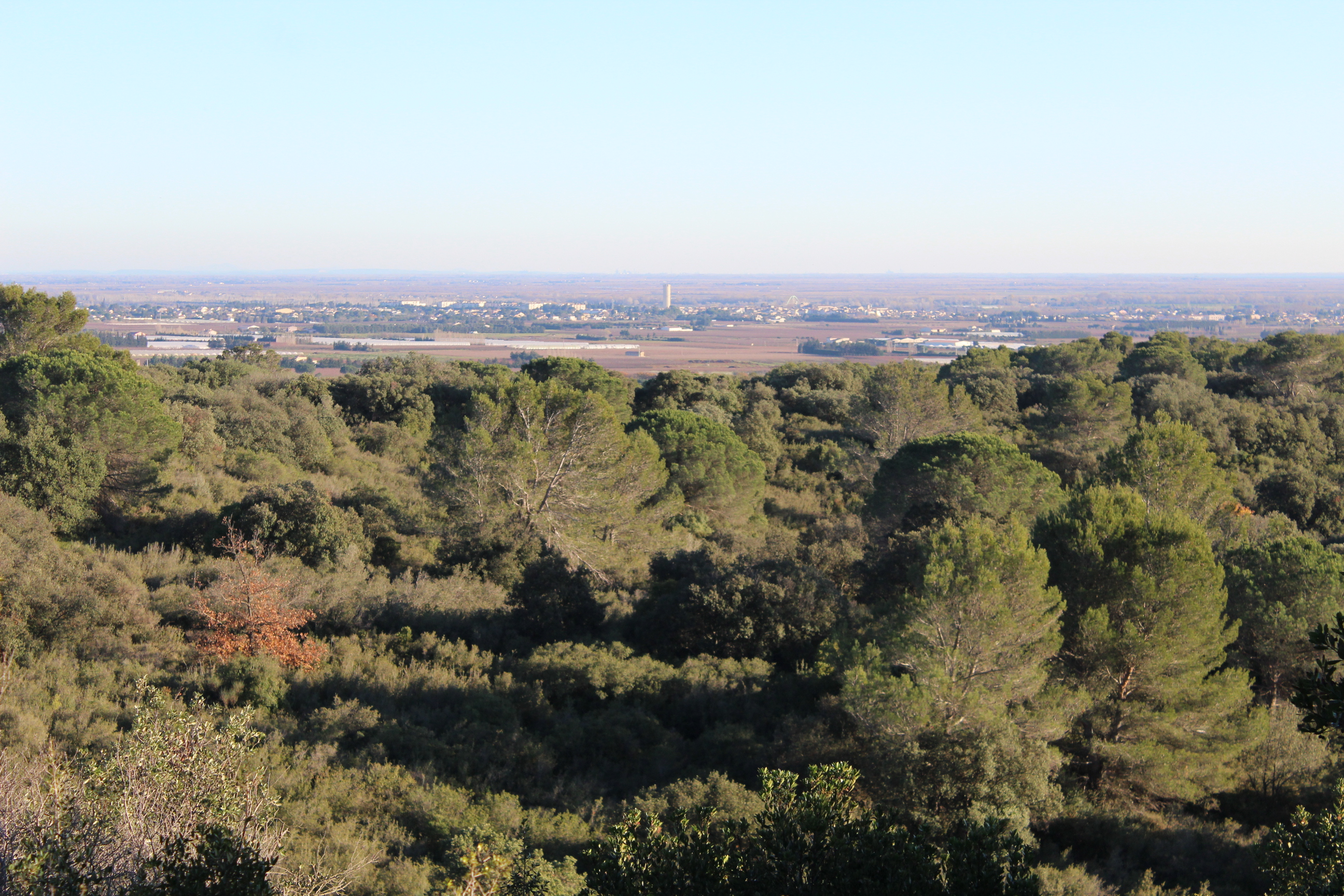
Au sud, Saint-Gilles et la plaine camarguaise.

### Climat
Pour des articles plus généraux, voir Climat de l'Occitanie et Climat du Gard.
En 2010, le climat de la commune est de type climat méditerranéen franc, selon une étude s'appuyant sur une série de données couvrant la période 1971-2000. En 2020, Météo-France publie une typologie des climats de la France métropolitaine dans laquelle la commune est exposée à un climat méditerranéen et est dans la région climatique Provence, Languedoc-Roussillon, caractérisée par une pluviométrie faible en été, un très bon ensoleillement (2 600 h/an), un été chaud (21,5 °C), un air très sec en été, sec en toutes saisons, des vents forts (fréquence de 40 à 50 % de vents > 5 m/s) et peu de brouillards.
Pour la période 1971-2000, la température annuelle moyenne est de 14,9 °C, avec une amplitude thermique annuelle de 16,9 °C. Le cumul annuel moyen de précipitations est de 714 mm, avec 5,7 jours de précipitations en janvier et 2,7 jours en juillet. Pour la période 1991-2020, la température moyenne annuelle observée sur la station météorologique la plus proche, située sur la commune de Saint-Gilles à 9 km à vol d'oiseau, est de 15,3 °C et le cumul annuel moyen de précipitations est de 684,6 mm,. Pour l'avenir, les paramètres climatiques de la commune estimés pour 2050 selon différents scénarios d’émission de gaz à effet de serre sont consultables sur un site dédié publié par Météo-France en novembre 2022.

### Voies de communication et transports

#### Axes routiers
Quatre routes départementales permettent l'accès à la commune, les principales étant la D13 depuis Nîmes, la D14 depuis Saint-Gilles et la D139 depuis Beauvoisin. La D197, plus étroite et moins fréquentée, permet quant à elle de rejoindre la commune depuis Franquevaux. Générac se trouve à 15 km de la sortie 25 Nîmes-ouest de l'autoroute A9. Une distance similaire sépare la commune de la sortie 1 Nîmes-centre de l'autoroute A54.

#### Transports en commun

##### Transports routiers
Les transports de l'agglomération nîmoise TANGO desservent le village par trois lignes de bus : la ligne 43, qui relie Générac à Nîmes (station du Parnasse), la ligne tempo 221, qui relie Saint-Gilles à Milhaud (lycée) et la ligne tempo 222, qui relie Générac à Saint-Gilles (collège),.
Les transports départementaux Edgard desservent quant à eux le village par la ligne C34, qui relie Nîmes à Vauvert.

##### Transports ferroviaires
La commune est traversée par la ligne ferroviaire de Saint-Césaire au Grau-du-Roi, sur laquelle est située la gare de Générac. Le village est ainsi desservi par des trains TER Languedoc-Roussillon qui effectuent des missions entre les gares de Nîmes et du Grau-du-Roi.

##### Transports aériens
L'aéroport de Nîmes-Garons, ouvert au trafic international vers la Belgique, l'Angleterre et le Maroc, se trouve à 10 km de Générac.

## Urbanisme

### Typologie
Au 1er janvier 2024, Générac est catégorisée petite ville, selon la nouvelle grille communale de densité à sept niveaux définie par l'Insee en 2022.
Elle appartient à l'unité urbaine de Générac, une unité urbaine monocommunale constituant une ville isolée,. Par ailleurs la commune fait partie de l'aire d'attraction de Nîmes, dont elle est une commune de la couronne,. Cette aire, qui regroupe 92 communes, est catégorisée dans les aires de 200 000 à moins de 700 000 habitants,.

### Occupation des sols
L'occupation des sols de la commune, telle qu'elle ressort de la base de données européenne d’occupation biophysique des sols Corine Land Cover (CLC), est marquée par l'importance des territoires agricoles (81,2 % en 2018), en diminution par rapport à 1990 (83,7 %). La répartition détaillée en 2018 est la suivante : 
cultures permanentes (74,4 %), milieux à végétation arbustive et/ou herbacée (7 %), zones urbanisées (6,2 %), terres arables (4,5 %), forêts (4,3 %), zones agricoles hétérogènes (2,3 %), zones industrielles ou commerciales et réseaux de communication (1,2 %). L'évolution de l’occupation des sols de la commune et de ses infrastructures peut être observée sur les différentes représentations cartographiques du territoire : la carte de Cassini (XVIIIe siècle), la carte d'état-major (1820-1866) et les cartes ou photos aériennes de l'IGN pour la période actuelle (1950 à aujourd'hui).

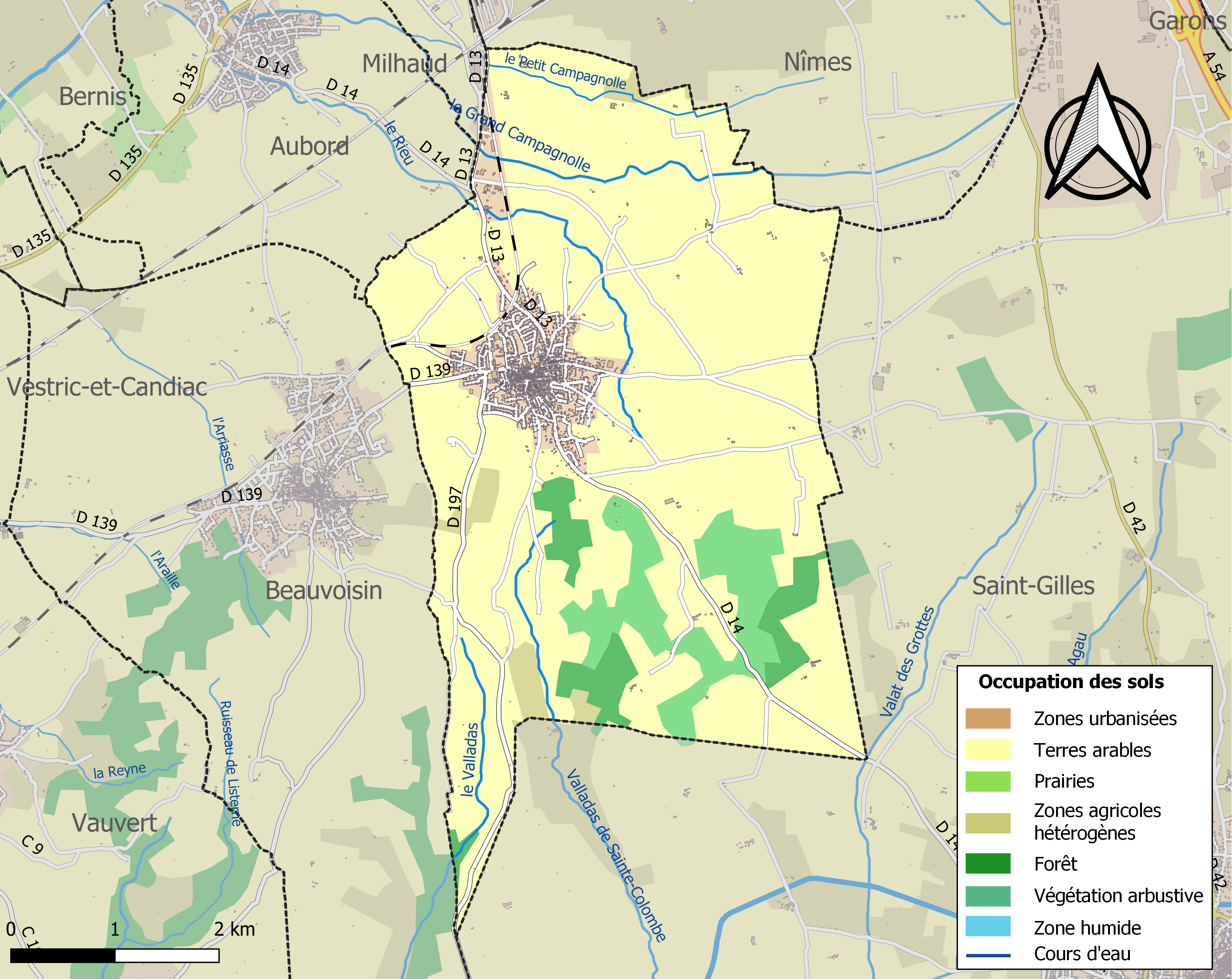
Carte des infrastructures et de l'occupation des sols de la commune en 2018 (CLC).

### Morphologie urbaine
Générac possède un habitat essentiellement groupé, dont le cœur urbain est la place de l'hôtel de ville. À proximité de cette place se trouvent d'ailleurs les zones où le bâti est le plus ancien (circulade du fort, quartier du château).
Plusieurs extensions s'articulent autour de ce cœur de ville : les premières ont été aménagées au XIXe siècle, avec l'arrivée du chemin de fer et l'extension du vignoble des Costières, tandis que les plus récentes datent des dernières décennies, avec l'explosion de la demande en habitat individuel. Dès la fin des années 1970, de nombreux lotissements sont ainsi créés. On peut citer le quartier des Molières, à l'est de la commune, le lotissement des Chenevières, au nord, ou encore celui des 7 collines, à l’ouest. Durant les années 1980], la zone d'activité de Générac est également aménagée à l’extérieur de la commune, en direction de Nîmes. Si la création de nouveaux lotissements a perduré à un rythme soutenu jusqu’au début des années 2000 avec, par exemple, l’aménagement de la ZAC du Château et de sa controversée résidence « sénior », la tendance est aujourd’hui à un très net ralentissement.
Le village est entouré de zones naturelles et agricoles peu urbanisées. Seuls quelques mas et châteaux témoignent d'un habitat plus dispersé.
La commune de Générac est aujourd'hui soumise à un plan local d'urbanisme, administré par le service urbanisme de la municipalité. Elle est l'une des 79 communes membres du SCOT du Sud-Gard.

### Logement
En 2012, Générac compte 90,7 % de résidences principales. La part de résidences principales au sein de la commune est globalement en augmentation depuis un demi-siècle, en corrélation avec la forte demande en habitat individuel évoquée plus haut. De plus, 86 % des logements généracois sont des maisons, contre 14 % seulement d'appartements,.

### Projets d'aménagement
Depuis la création en 2012 de l'espace Soleyrol, zone commerciale de proximité située au croisement de la Grand'Rue et de la rue des Marchands, peu de projets d'aménagement urbain ont vu le jour à Générac. La commune se concentre principalement sur la rénovation de son centre-ville (médiathèque, logement...) et de sa voirie.

### Risques majeurs
Le territoire de la commune de Générac est vulnérable à différents aléas naturels : météorologiques (tempête, orage, neige, grand froid, canicule ou sécheresse), inondations, feux de forêts, mouvements de terrains et séisme (sismicité faible). Il est également exposé à un risque technologique, le transport de matières dangereuses. Un site publié par le BRGM permet d'évaluer simplement et rapidement les risques d'un bien localisé soit par son adresse soit par le numéro de sa parcelle.

#### Risques naturels
Certaines parties du territoire communal sont susceptibles d’être affectées par le risque d’inondation par débordement de cours d'eau et par une crue torrentielle ou à montée rapide de cours d'eau, notamment La commune a été reconnue en état de catastrophe naturelle au titre des dommages causés par les inondations et coulées de boue survenues en 1982, 1987, 2003, 2005, 2007 et 2021,.

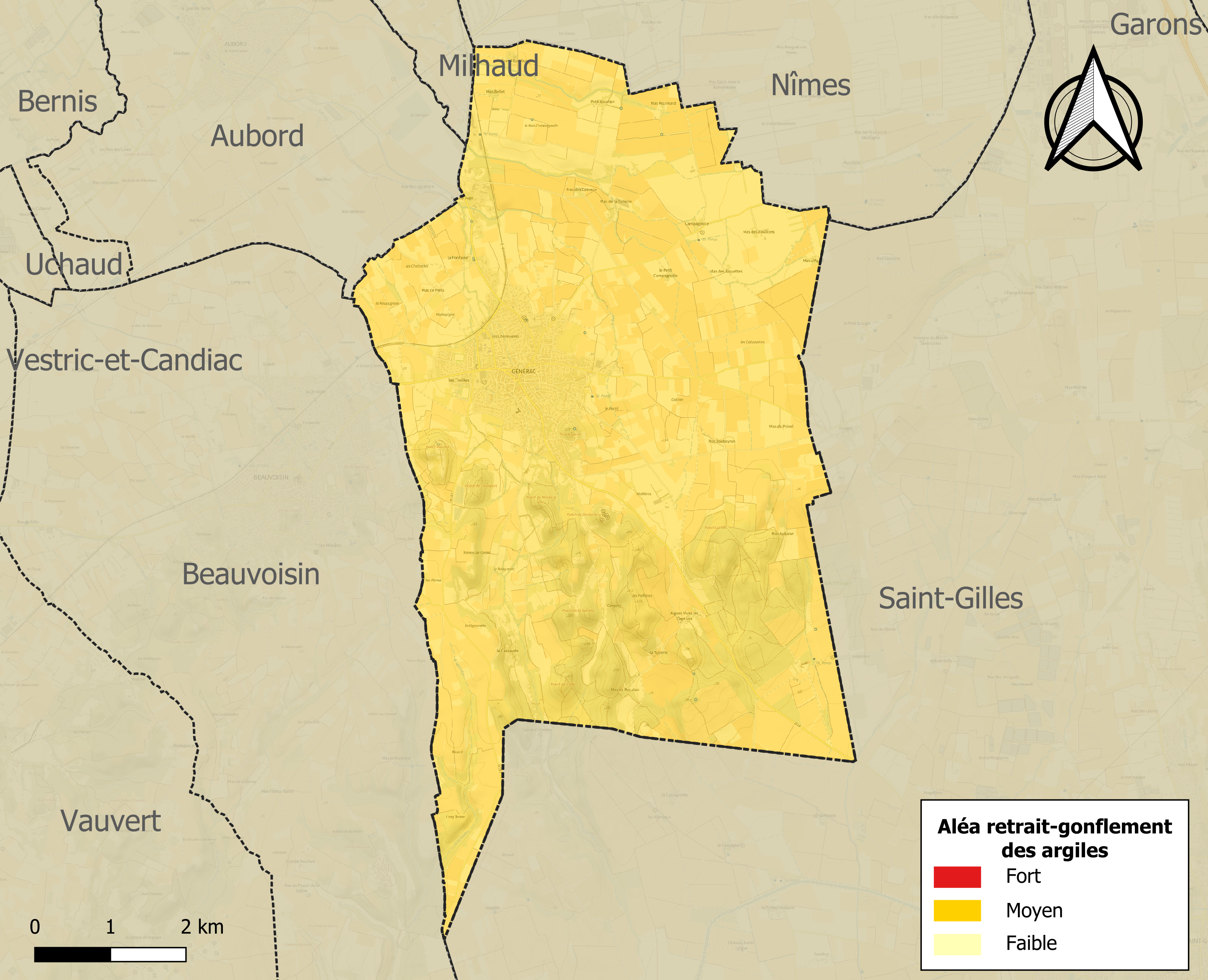
Carte des zones d'aléa retrait-gonflement des sols argileux de Générac.

La commune est vulnérable au risque de mouvements de terrains constitué principalement du retrait-gonflement des sols argileux. Cet aléa est susceptible d'engendrer des dommages importants aux bâtiments en cas d’alternance de périodes de sécheresse et de pluie. La totalité de la commune est en aléa moyen ou fort (67,5 % au niveau départemental et 48,5 % au niveau national). Sur les 1 584 bâtiments dénombrés sur la commune en 2019, 1584 sont en aléa moyen ou fort, soit 100 %, à comparer aux 90 % au niveau départemental et 54 % au niveau national. Une cartographie de l'exposition du territoire national au retrait gonflement des sols argileux est disponible sur le site du BRGM,.
Par ailleurs, afin de mieux appréhender le risque d’affaissement de terrain, l'inventaire national des cavités souterraines permet de localiser celles situées sur la commune.

#### Risques technologiques
Le risque de transport de matières dangereuses sur la commune est lié à sa traversée par des infrastructures routières ou ferroviaires importantes ou la présence d'une canalisation de transport d'hydrocarbures. Un accident se produisant sur de telles infrastructures est en effet susceptible d’avoir des effets graves au bâti ou aux personnes jusqu’à 350 m, selon la nature du matériau transporté. Des dispositions d’urbanisme peuvent être préconisées en conséquence.

## Toponymie
Selon l'ouvrage Lou Tresor dóu Felibrige de Mistral, l'étymologie du nom du village se décline ainsi : occitan Genera, Geneira, du roman Generac, du bas latin Generacum, Geneiracum, Genairacum, Generiacum.
L'hypothèse la plus probable concernant l'origine du nom Générac prend en considération une possible origine romaine du village. La mention du lieu-dit Generiacum dans un cartulaire de l'abbaye de Psalmody appuie cette hypothèse. Le suffixe gallo-romain -acum revêtant une dimension locale, Generiacum signifie de fait « le domaine de Generius ». On retrouve cette même origine toponymique pour de nombreuses localités du sud de la France.

## Histoire

### Préhistoire
On sait aujourd'hui avec certitude que le site de Générac était déjà fréquenté durant le Paléolithique supérieur. En témoignent des éclats de pierre taillée (dont un grattoir caréné typique) trouvés aux alentours du puech de Dardaillon.

### Antiquité
Le développement de Générac durant la période antique, par la présence possible d'une villa romaine, n'a à ce jour[Quand ?] jamais été démontré par l'archéologie. Seule la toponymie du site laisse donc imaginer ses origines. Mais à cette époque, le plateau des Costières réunit déjà toutes les conditions pour que la vie se développe et que se crée le futur village : présence d'eau par l'écoulement de plusieurs sources pérennes, abondance de bois permettant le chauffage et les constructions, profusion de terres argileuses permettant leur travail et, plus tard, l'essor d'une industrie florissante. La proximité de la colonie de Nemausus (Nîmes), combinée avec la Voie Domitienne, est également susceptible de favoriser des échanges commerciaux.

### Moyen Âge

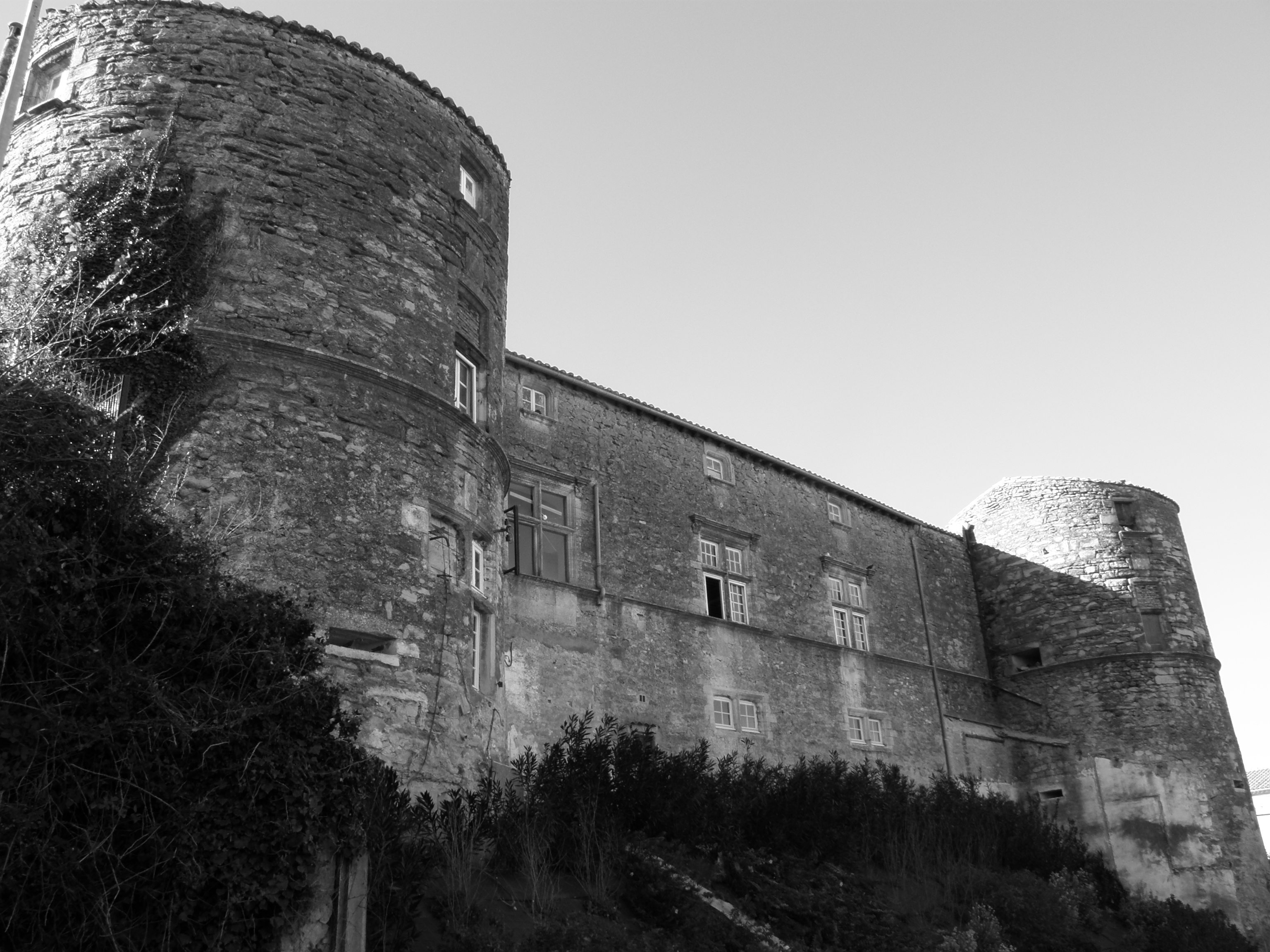
Façade Est du château.

Au fil des siècles, le site connait une très lente urbanisation. Au Ve siècle, Générac n'est probablement qu'un petit hameau. Au milieu du Xe siècle, un cartulaire provenant de Nîmes mentionne déjà l'existence d'une église sous le vocable de Saint-Jean.
Au XIe siècle, le vaste comté de Toulouse englobe la ville et les terres de Saint-Gilles. Selon la tradition, le château de Générac est construit à l’époque où Raymond IV de Toulouse, qui porte d’ailleurs le surnom de « Saint-Gilles », domine le Languedoc. Il convient toutefois de signaler que de récentes recherches tendraient à relativiser ce fait, en datant la construction de l'édifice actuel de l'époque de la Renaissance. Toujours est-il que, vers la fin du XIe siècle, le fief de Générac est attribué à l’un des vassaux de Raymond IV. En 1121, Ermessinde, fille de Bernard Aton IV Trencavel, obtient le fief de Générac en dot lors de son mariage avec Rostaing de Posquières (Vauvert). Les terres du village resteront dans le domaine des comtes de Toulouse jusqu’en 1213.
En 1216, alors que la croisade des albigeois évolue peu à peu en guerre de conquête, Raymond VI et Raymond VII de Toulouse souhaitent reprendre leur comté aux croisés. Si leur entreprise réussit dans un premier temps, le manque d’organisation des troupes conduit rapidement à de nouvelles défaites et la régente de France, Blanche de Castille, mère du futur roi Louis IX, obtient la victoire finale. Par le traité de Paris, en 1229, Raymond VII se soumet et perd toutes ses possessions. La sénéchaussée de Beaucaire, dont dépend Générac, revient alors définitivement au trône de France.

### Les Templiers et les Hospitaliers
À la veille de son départ en croisade aux côtés de Louis IX, Pons de Montlaur, seigneur de Posquières, fait une donation considérable à la Maison du Temple de Saint-Gilles. Le 6 juin 1248, il lui donne ses castra de Générac et d'Aigues-Vives, avec leurs tènements et leurs droits seigneuriaux.
Au début du XIVe siècle, la seigneurie de Générac passe sous le contrôle de Guillaume de Nogaret, qui y exerce la justice. Juriste et conseiller du roi Philippe IV le Bel, Nogaret est également seigneur de Marsillargues, Calvisson, Vergèze et de la Vaunage. Ces fiefs lui sont octroyés à la suite de l'arrestation et de la mort du pape Boniface VIII, dont le roi ne pouvait supporter l'autorité sur l'église de France. De plus, le roi et son conseiller s’acharnent contre les Templiers dont ils ne peuvent accepter l'influence et le pouvoir. Nogaret les fait accuser de sorcellerie et autres fautes graves. Les chefs des Templiers sont arrêtés en 1307, puis jugés, dépossédés de leurs biens et condamnés. Ainsi, à la mort de Guillaume de Nogaret en 1313, les terres de Générac passent entre les mains des Hospitaliers de l'ordre de Saint-Jean de Jérusalem. Un temps érigé en commanderie, Générac redevient simple membre du grand prieuré de Saint-Gilles vers la fin du XIVe siècle.
Au XVe siècle, des troubles juridiques apparaissent concernant la seigneurie de Générac, notamment à l'encontre des descendants de Guillaume de Nogaret. En 1508, l'application définitive du concile de Vienne par le parlement de Toulouse permet le rétablissement des droits du grand prieur. Ce dernier aménage largement le château vers 1540.

### Époque moderne

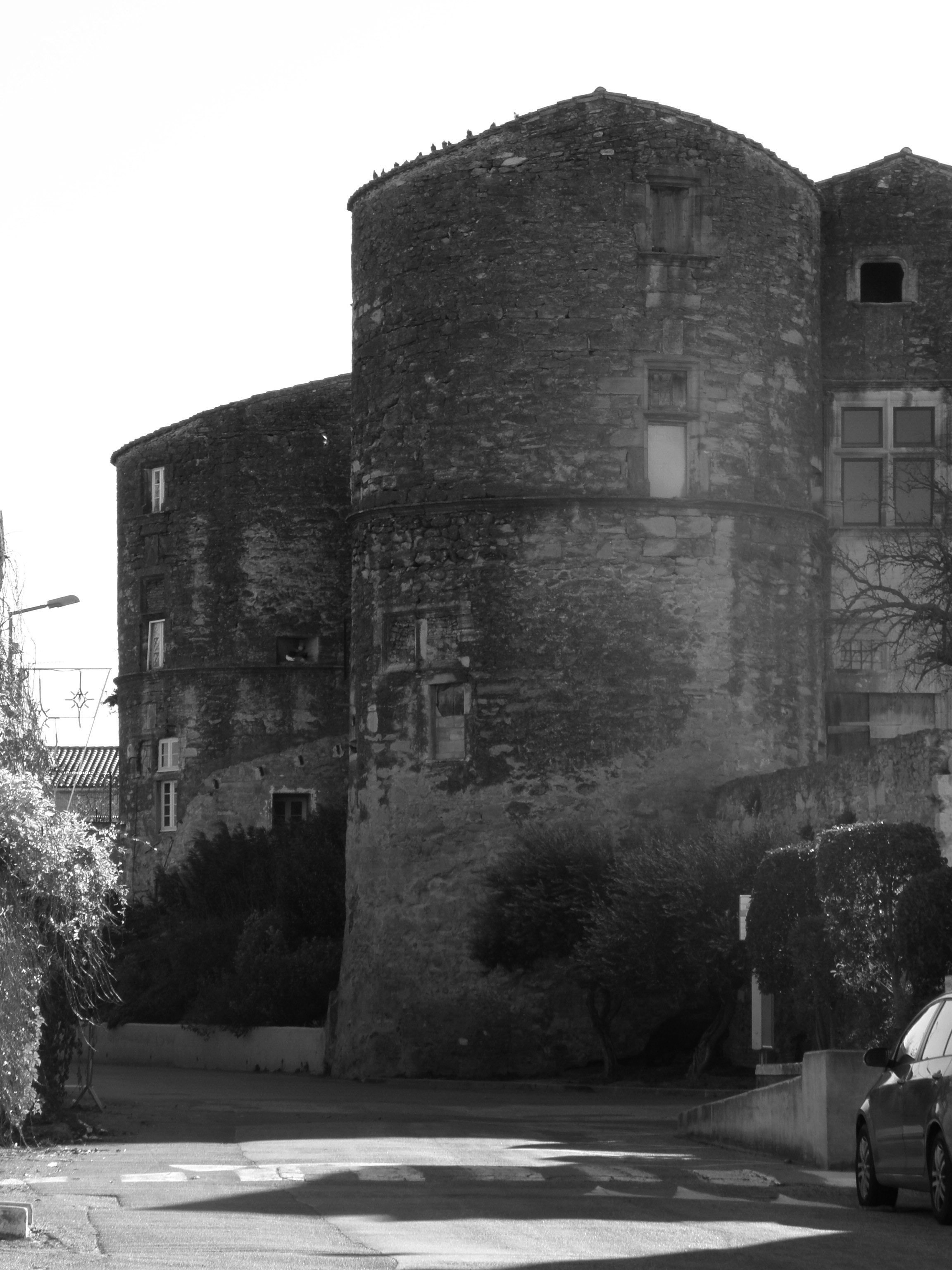
Tours Nord et Sud du château.

À partir du milieu du XVIe siècle, de nouveaux évènements liés à l'arrivée de la Réforme protestante se produisent à Générac.
À cette époque, l'actuel département du Gard adhère en masse au discours de Jean Calvin et de l'allemand Martin Luther, dénonçant notamment le système des indulgences. D'Aigues-Mortes aux Cévennes, de nombreuses villes basculent du côté de la « religion prétendue réformée ». Générac devient en majorité calviniste. L’église comme le presbytère sont entièrement démolis. Les réformés gardent le cimetière et en interdisent l’accès aux autres croyants. Sur les ruines de l’église, ils établissent leur temple. Pendant une trentaine d'années (jusqu’en 1596), aucun prêtre n’exercera à Générac. L’édit de Nantes signé par Henri IV en 1598 permet la tolérance de la religion protestante et le retour temporaire de la paix.
À la suite de l'assassinat d'Henri IV, les seigneurs protestants armés s’opposent au nouveau roi, Louis XIII et à son ministre Richelieu. Dans plusieurs provinces, dont le Languedoc, le duc de Rohan organise des soulèvements contre les papistes. En 1628, il charge un de ses soldats, le capitaine Huguet, de s’installer à Générac. La troupe occupe le château. C’est de cette époque que date l’aile ouest, probablement construite pour loger les militaires. La paix d’Alais (Alès), signée à Lédignan en 1629, ramène à nouveau le calme. La garnison du capitaine Huguet quitte le village. En 1648, le prieur de Saint-Gilles rend aux généracois l’emplacement de leur ancienne église pour être reconstruite.
En 1661, le roi Louis XIV n’acceptant pas qu’il existe deux religions en France s’en prend aux huguenots avec violence. Des interdictions de plus en plus nombreuses leur sont adressées. Celles-ci n'étant pas ou peu respectées, Louis XIV prononce en 1685 la révocation de l’édit de Nantes. Les pasteurs et leurs fidèles sont alors pourchassés ; les troupes du roi épient les rassemblements au « désert » et punissent ceux qu’on y capture. À Générac, des hommes sont envoyés aux galères. Les femmes sont parfois emprisonnées, notamment à Aigues-Mortes dans la tour de Constance. De nombreux protestants fuient à l’étranger, essentiellement en Europe du Nord et en Suisse. En 1677, Générac comptait 300 réformés et 200 catholiques. En 1694 on dénombrait 450 « communiants » dans la paroisse.
Lorsque Louis XIV apprend qu’une partie de ses sujets résiste toujours, il va la frapper encore plus durement. Éclate alors une révolte qui va durer deux ans : la guerre des Cévennes. Poussés à bout, les rebelles incendient églises et villages, mettant en échec les troupes royales deux années durant. L’église de Générac est une nouvelle fois incendiée en 1704. À la suite du « brûlement des Cévennes » ordonné par le roi, la guerre prend fin la même année. Malgré ce, des persécutions perdurent durant toute une partie du XVIIIe siècle : ainsi en 1745, une lettre de cachet de Louis XIV envoie en prison Marie Chassefière, de Générac, mère de trois enfants. Elle y restera 23 ans, de 1745 à 1768.
Il faudra attendre la Révolution pour que chaque citoyen français ait la liberté de pensée et de culte.

### Époque contemporaine

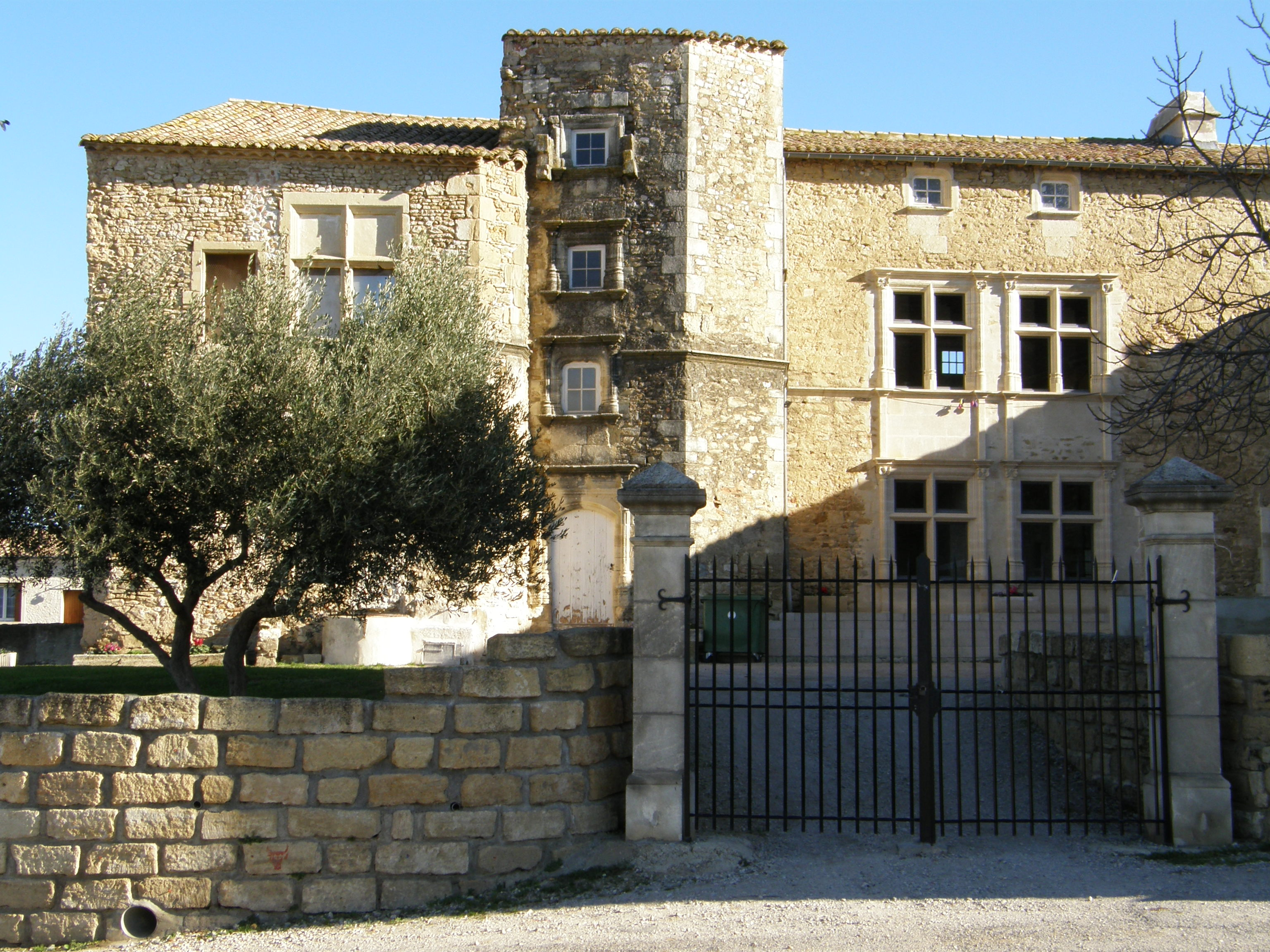
Façade Ouest du château.

En 1789, la communauté de Générac rédige son cahier de doléances. Les demandes concernent alors principalement l'accès à la justice, la soumission à l'impôt et le pacage des troupeaux. Jusque-là, le château aura appartenu au grand prieuré de Saint-Gilles. À la suite de la Révolution, il est attribué en fermage à un nommé Jacques Archinard. Dès 1791, le bâtiment et ses terres déclarés « biens nationaux » sont partagés en de nombreux lots vendus à des agriculteurs de la commune ou de la région.
Notons que si le château perd peu à peu son rôle stratégique, le village du XIXe siècle connaît pour sa part une période de prospérité remarquable. La population s'accroît toujours plus et l'aire urbaine connaît une forte expansion. Plusieurs monuments majeurs du village sont édifiés, dont l'hôtel de ville, l'église actuelle et le temple. À la sortie nord du village, les lavoirs sont aménagés. Les lois scolaires promulguées par Jules Ferry dès 1880 favorisent la construction des écoles communales, près du château. De plus, l'activité économique de la commune devient foisonnante. Le vignoble ne cesse de s'étendre et les fours des tuileries fonctionnent à plein régime. La gare de Générac, construite en 1873 sur une ligne de chemin de fer nouvelle reliant Nîmes au littoral, favorise cet essor. Les agriculteurs peuvent en effet s'approvisionner en engrais et exporter plus aisément leurs productions. La principale tuilerie bénéficie, quant à elle, d'un quai ferroviaire dédié.
Au début du XXe siècle, le chemin de fer permet à l'économie du village de se maintenir pendant un temps. Mais la crise économique et la chute démographique entrainée par la Première Guerre mondiale mettent à mal plusieurs secteurs, dont la viticulture. La cave coopérative de Générac est fondée en 1927, permettant aux viticulteurs de mutualiser leurs moyens et de maîtriser l'ensemble du processus de vinification. La dernière tuilerie s'éteint en 1946. À cette époque, le château est occupé par plusieurs familles puis par leurs descendants. Le 25 mai 1993, il est l'objet d'une inscription à l'inventaire supplémentaire des monuments historiques. Actuellement[Quand ?], il est propriété de la commune qui a pris en charge sa restauration.

## Politique et administration

### Tendances politiques et résultats
Comme dans de nombreuses communes du sud et de l'est du département du Gard, l'électorat généracois est majoritairement ancré à droite.

#### Élections nationales les plus récentes
À l'élection présidentielle française de 2022, le premier tour voit Marine Le Pen (FN) arriver en tête des listes avec 34,39 % des suffrages exprimés, suivie d'Emmanuel Macron (LaREM) qui totalise 23,44 % des votes. Au second tour, Marine Le Pen obtient 55,75 % des votes contre 44,25 % pour Emmanuel Macron. La participation est alors de 76,83 %, soit un taux légèrement inférieur à celui du premier tour (77,91 %) et supérieur à la moyenne nationale (71,99 %).
Générac relève de la deuxième circonscription du Gard. Aux élections législatives françaises de 2017, le premier tour voit se démarquer Gilbert Collard (FN) avec 33,73 %. Concernant le second tour, Gilbert Collard récolte 52,69 % des votes contre 47,31 % pour Marie Sara (MoDem). La participation s'élève alors à 49,02 %, soit un taux légèrement inférieur à celui du premier tour (51,08 %) et supérieur à la moyenne nationale (42,64 %).

#### Élections locales les plus récentes
Aux élections régionales françaises de 2015, le premier tour voit Louis Aliot (FN) arriver en tête des listes avec 46,10 % des suffrages exprimés. Au second tour, Louis Aliot obtient 48,48 % des votes contre 26,51 % pour Dominique Reynié (UD) et 25,01 % pour Carole Delga (UG). La participation est alors de 65,48 %, soit un taux supérieur à celui du premier tour (56,65 %).
Générac est située dans le canton de Saint-Gilles. Aux élections départementales françaises de 2015, le premier tour voit se démarquer le binôme de candidats Frédérique Cordesse et Christophe Lefevre (FN), avec 44,85 % des votes. Concernant le second tour, le binôme de candidats Huguette Sartre et Eddy Valadier (UD) arrive en tête avec 51,12 % des votes contre 48,88 % pour le binôme de candidats FN. La participation s'élève alors à 56,39 %, soit un taux supérieur à celui du premier tour (53,48 %).
Aux élections municipales françaises de 2020, les 27 conseillers municipaux sont élus dès le premier tour avec un taux de participation de 35,50 %. La liste emmenée par le maire sortant Frédéric Touzellier, seule liste présentée aux électeurs, recueille 100 % des suffrages exprimés et obtient un siège au conseil communautaire. À l'issue de ces élections, Frédéric Touzellier est réélu pour un troisième mandat à la tête de la municipalité.

### Liste des maires
| Période                                  | Période  | Identité            | Étiquette  | Qualité                                                           |
| ---------------------------------------- | -------- | ------------------- | ---------- | ----------------------------------------------------------------- |
| 1944                                     | 1947     | Gaston Larguier     |            |                                                                   |
| 1947                                     | 1959     | Jean Blanc          |            |                                                                   |
| 1959                                     | 1965     | Gabriel Poitevin    |            |                                                                   |
| 1965                                     | 1983     | André Christol      |            |                                                                   |
| 1983                                     | 1989     | Charles Tronc       |            |                                                                   |
| 1989                                     | 2001     | Alain Meiffre       | DVD        |                                                                   |
| 2001                                     | 2008     | Jean-Claude Demunck | DVD        | Vice-président de Nîmes Métropole                                 |
| 2008                                     | En cours | Frédéric Touzellier | SE puis LR | Vice-président de Nîmes Métropole Conseiller régional d'Occitanie |
| Les données manquantes sont à compléter. |          |                     |            |                                                                   |

### Administration municipale
Le nombre d'habitants de la commune lors des derniers recensements étant compris entre 3 500 et 4 999, le nombre de membres du conseil municipal est de 27. Le conseil municipal généracois est ainsi composé du maire, de 8 adjoints et de 18 conseillers municipaux.
Depuis les dernières élections municipales, sa composition est la suivante :

### Intercommunalité
Depuis 2001, Générac fait partie de la communauté d'agglomération Nîmes Métropole, qui regroupe 27 communes pour un total de 240 006 habitants en 2012. C'est, avec Saint-Gilles, la commune la plus au sud de l'agglomération. Elle est également l'une des 46 communes du pays Garrigues-Costières de Nîmes.
Depuis 1965, la commune est membre du SIVOM des Costières de Générac-Beauvoisin.

### Politique environnementale
La commune de Générac dépend de la communauté d'agglomération Nîmes Métropole en ce qui concerne la gestion de l'eau potable ainsi que la collecte des ordures ménagères. La déchèterie de rattachement, gérée par la communauté de communes de Petite Camargue, est située à Beauvoisin.
Le SIVOM des Costières de Générac-Beauvoisin assure quant à lui la compétence transfert et traitement des eaux usées, sur le territoire de ces deux communes.
La commune de Générac contribue également à la préservation de la nappe de la Vistrenque. En 2004, une station collective de remplissage des pulvérisateurs agricoles a été installée sur la commune. En 2009, la municipalité a également décidé d'utiliser exclusivement l'eau du canal du Bas-Rhône Languedoc pour l'arrosage public. À court terme, la commune vise enfin l'abandon de l'utilisation de produits chimiques sur la voirie et les espaces verts communaux.

### Jumelages
Au 1er janvier 2015, Générac n'est jumelée avec aucune commune française ou étrangère.

## Population et société

### Démographie

#### Évolution démographique
L'évolution du nombre d'habitants est connue à travers les recensements de la population effectués dans la commune depuis 1793. Pour les communes de moins de 10 000 habitants, une enquête de recensement portant sur toute la population est réalisée tous les cinq ans, les populations de référence des années intermédiaires étant quant à elles estimées par interpolation ou extrapolation. Pour la commune, le premier recensement exhaustif entrant dans le cadre du nouveau dispositif a été réalisé en 2005.

En 2022, la commune comptait 4 039 habitants, en évolution de −0,96 % par rapport à 2016 (Gard : +2,97 %, France hors Mayotte : +2,11 %).
| 1793  | 1800  | 1806  | 1821  | 1831  | 1836  | 1841  | 1846  | 1851  |
| ----- | ----- | ----- | ----- | ----- | ----- | ----- | ----- | ----- |
| 1 100 | 1 183 | 1 416 | 1 740 | 1 883 | 1 904 | 1 988 | 1 930 | 1 940 |

| 1856  | 1861  | 1866  | 1872  | 1876  | 1881  | 1886  | 1891  | 1896  |
| ----- | ----- | ----- | ----- | ----- | ----- | ----- | ----- | ----- |
| 2 084 | 2 159 | 2 287 | 2 260 | 2 207 | 1 814 | 1 848 | 1 983 | 1 945 |

| 1901  | 1906  | 1911  | 1921  | 1926  | 1931  | 1936  | 1946  | 1954  |
| ----- | ----- | ----- | ----- | ----- | ----- | ----- | ----- | ----- |
| 2 080 | 2 112 | 2 034 | 1 886 | 1 785 | 2 030 | 1 855 | 1 630 | 1 667 |

| 1962  | 1968  | 1975  | 1982  | 1990  | 1999  | 2005  | 2006  | 2010  |
| ----- | ----- | ----- | ----- | ----- | ----- | ----- | ----- | ----- |
| 1 650 | 1 682 | 1 764 | 2 113 | 2 925 | 3 223 | 3 565 | 3 629 | 3 982 |

| 2015  | 2020  | 2022  | - | - | - | - | - | - |
| ----- | ----- | ----- | - | - | - | - | - | - |
| 4 048 | 4 048 | 4 039 | - | - | - | - | - | - |

Depuis 1793, l'évolution démographique du village est grandement influencée par le contexte politique et socio-économique.
De la Révolution jusqu’à 1866, la population augmente car le vignoble qui se développe réclame une main d’œuvre toujours plus abondante. De 1881 à 1906, soutenue par la reconstitution du vignoble, la croissance continue. De 1906 à 1926, la crise viticole entraîne une nouvelle chute accentuée par la Première Guerre mondiale. De 1926 à 1931, la croissance reprend, en particulier grâce à la demande de main-d’œuvre de la tuilerie. De 1931 à 1946, la fermeture de la tuilerie, puis le départ de certains villageois vers la ville et la guerre, entraînent un dépeuplement marqué. De 1946 à 1968, la population se stabilise avec la mécanisation de l’agriculture qui diminue le besoin de main d’œuvre. Par la suite, la forte demande d’habitat individuel incite les propriétaires à vendre leurs terrains pour construire des maisons dont les habitants travaillent généralement en dehors du village. Ainsi, à partir de 1980, la population explose et passe des 1 700 aux 3 900 habitants d’aujourd’hui.

#### Pyramide des âges
La population de la commune est relativement jeune.
En 2018, le taux de personnes d'un âge inférieur à 30 ans s'élève à 33,2 %, soit au-dessus de la moyenne départementale (32,6 %). À l'inverse, le taux de personnes d'âge supérieur à 60 ans est de 27,2 % la même année, alors qu'il est de 29,6 % au niveau départemental.
En 2018, la commune comptait 1 998 hommes pour 2 097 femmes, soit un taux de 51,21 % de femmes, légèrement inférieur au taux départemental (51,82 %).
Les pyramides des âges de la commune et du département s'établissent comme suit.
| Hommes | Classe d’âge | Femmes |
| ------ | ------------ | ------ |
| 0,5    | 90 ou +      | 1,0    |
| 6,3    | 75-89 ans    | 7,7    |
| 19,3   | 60-74 ans    | 19,5   |
| 20,3   | 45-59 ans    | 20,9   |
| 18,2   | 30-44 ans    | 19,7   |
| 16,5   | 15-29 ans    | 13,8   |
| 18,9   | 0-14 ans     | 17,4   |

| Hommes | Classe d’âge | Femmes |
| ------ | ------------ | ------ |
| 0,9    | 90 ou +      | 2      |
| 8,3    | 75-89 ans    | 10,6   |
| 19,4   | 60-74 ans    | 19,9   |
| 20,4   | 45-59 ans    | 20,3   |
| 16,8   | 30-44 ans    | 17     |
| 16,4   | 15-29 ans    | 14,2   |
| 17,8   | 0-14 ans     | 15,8   |

### Enseignement
La commune de Générac dépend de l'académie de Montpellier. Elle dispose aujourd'hui de 2 groupes scolaires : l'un public, composé de l'école primaire Li flou d'armas (en occitan : la fleur des champs) et de l'école maternelle Les aristoloches et l'autre privé, composé de l'école Saint-Louis.
Les établissements d'enseignement secondaire les plus proches sont le collège Jean-Vilar à Saint-Gilles et le lycée Geneviève Anthonioz-de Gaulle à Milhaud. Les établissements d'enseignement supérieur sont notamment situés à Nîmes et Montpellier.

### Santé
Une pharmacie est présente à Générac. Une délégation de la Croix-Rouge française ainsi qu'une association des donneurs de sang sont à la disposition des habitants. Les services d'urgences les plus proches se trouvent à Nîmes (polyclinique Grand-Sud, hôpital Carémeau).
La commune dispose d'une crèche et d'un centre de loisirs.

### Instances administratives et judiciaires
La commune de Générac dépend du tribunal de grande instance de Nîmes, du tribunal d'instance de Nîmes, du tribunal de commerce de Nîmes, du tribunal paritaire des baux ruraux de Nîmes, du tribunal des affaires de sécurité sociale du Gard, du conseil de prud'hommes de Nîmes et de la cour d'assises de Nîmes. De plus, la ville est dépendante du tribunal administratif et de la cour d'appel de Nîmes ainsi que de la cour administrative d'appel de Marseille,.

### Manifestations culturelles et festivités
À l'instar de nombreuses communes de la région, Générac organise chaque année sa fête votive, qui se tient généralement autour du 15 juillet. À cette occasion, le village accueille de nombreuses manifestations liées à la tauromachie camarguaise, appelée localement « bouvine ». Les arènes de Générac sont ainsi le théâtre de courses camarguaises tandis que les rues du centre-ville reçoivent des abrivados et des bandidos, courses taurines impliquant le plus souvent des manades locales telle la manade Cuillé. La fête votive est un vrai moyen d'expression pour la jeunesse généracoise, notamment grâce aux aubades. Largement répandue dans les communes de la région, cette tradition puise ses origines au début du XXe siècle, lorsque la communauté fêtait le départ pour le service national des jeunes gens âgés de 18 ans. On réalisait alors l'empègue, dessin au pochoir appliqué sur les portails des maisons, dont le motif représentait un élément emblématique de la bouvine ou même parfois un événement de l'année en cours. Notons que la tradition de l'empègue se poursuit aujourd'hui encore.
La fête de la souche et du terroir est quant à elle une manifestation propre au village de Générac. C'est l'illustration par excellence de l'attachement du village à la viticulture et au terroir des Costières. Cette manifestation se déroule chaque année depuis 1990, lors du dernier week-end du mois d'avril. Bien que la viticulture en soit la thématique centrale, la municipalité souhaite également mettre en avant toute activité exprimant le terroir et la culture locale. Ainsi, généracois comme visiteurs de passage peuvent rencontrer de nombreux producteurs de vin, mais aussi des manadiers et des artistes locaux. Un défilé traditionnel se tient généralement le dimanche, avant que la « cérémonie de la souche » ne vienne clore les festivités. Il est à noter que la fête de la souche attire entre 5 000 et 10 000 visiteurs chaque année, selon les conditions climatiques.
La commune de Générac s'associe enfin à plusieurs évènements culturels organisés chaque année par la communauté d'agglomération Nîmes Métropole, dont les spectacles vivants Les Vendredis de l'agglo ou encore le festival de musique Nîmes Métropole Jazz Festival.

### Vie associative
Le milieu associatif occupe une place prépondérante à Générac, dans des domaines tout à fait divers.
Ainsi, la tradition taurine est défendue par deux clubs, Lou meloun et Lou Racanel. Le club Générac Traditions a également pour credo la défense de la culture et des traditions généracoises. Un atelier musical, deux chorales et plusieurs clubs de danse connaissent chacun une belle fréquentation. Le troisième âge peut aussi se retrouver par le biais du club de l'âge d'or. De nombreux clubs sportifs évoluent à Générac et permettent notamment la pratique du football, du volley-ball, du badminton, du tennis de table, du tennis, du handball, du basket-ball, de la gymnastique, du judo…
Au total, près de quarante associations interviennent sur la commune, dont quinze dans le domaine sportif, quinze autres dans les domaines de la culture et des traditions et neuf dans le domaine social.

### Sports

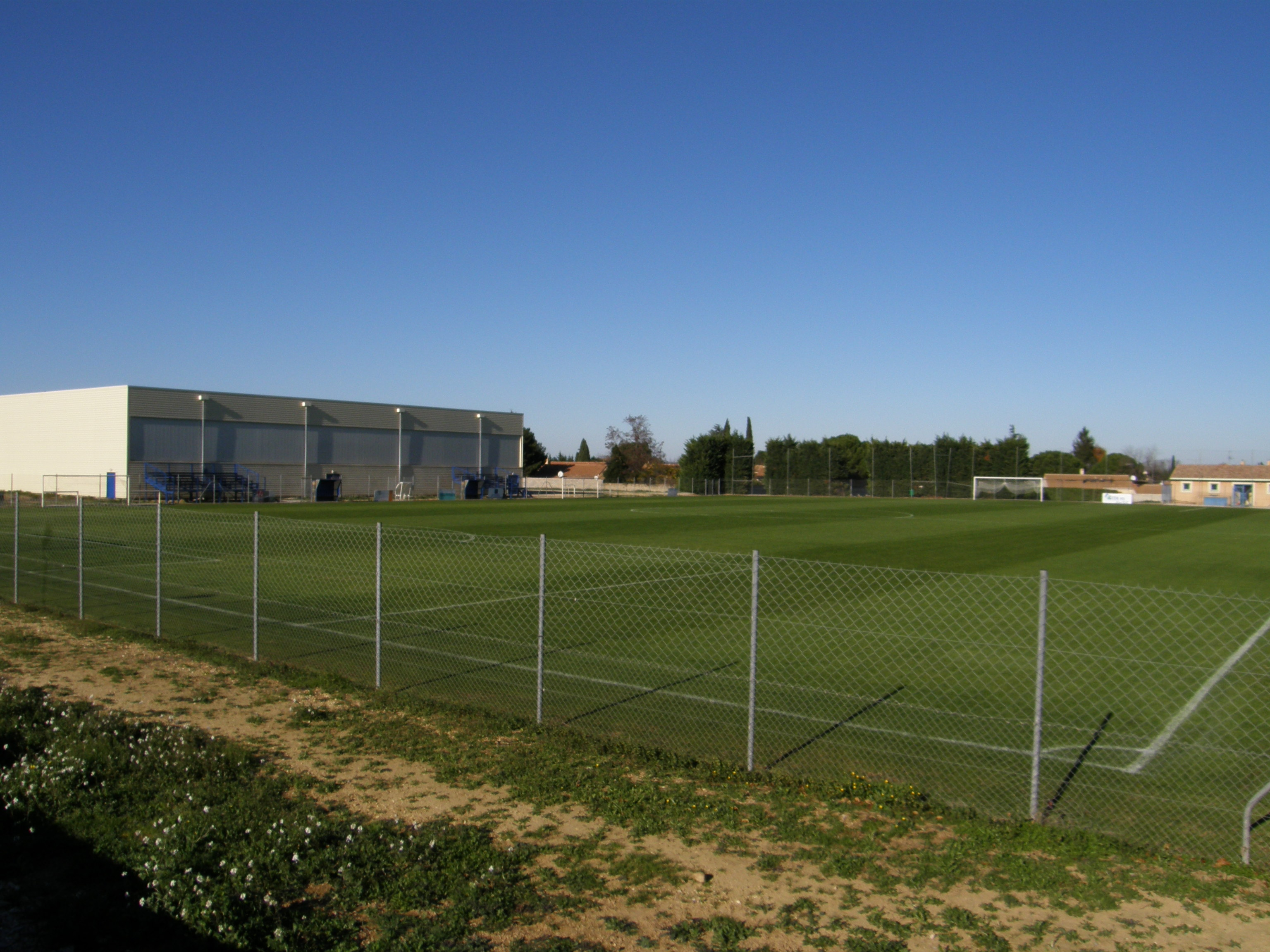
Stade et gymnase.

En termes d'infrastructures sportives, la commune dispose d'une halle de sports, d'un gymnase, de deux stades de football, de deux terrains de tennis, d'un boulodrome et d'un skatepark. Un parcours de santé d'une longueur de 1,3 km permet de découvrir le puech Roussin.
De plus, les collines boisées des Costières regorgent de sentiers permettant promenades et randonnées. Un parcours de 14 km, signalé par un schéma local de randonnée (balises jaunes), couvre les zones naturelles de la commune depuis 2004. La commune est également traversée par le sentier de grande randonnée 700, ou chemin de Régordane, qui relie Saint-Gilles au Puy-en-Velay (Haute-Loire).
Il est à noter qu'en période de vacances scolaires, la municipalité met à disposition des enfants du village le service Sport pour tous.

### Médias
La municipalité publie un bulletin d'information trimestriel ainsi qu'un programme mensuel.
Générac fait partie du territoire couvert par le quotidien Midi libre, par la télévision locale TV SUD Camargue Cévennes et par les programmes de France 3 Languedoc-Roussillon.

### Cultes
La paroisse catholique de Générac fait partie d'un ensemble paroissial regroupant Saint-Gilles, Générac et Beauvoisin. Ce dernier dépend du doyenné Plaine et Camargue et du diocèse de Nîmes.
La paroisse de l'église protestante unie regroupe quant à elle les temples de Générac, Aubord et Beauvoisin. Cet ensemble fait partie du consistoire Vaunage-Vistrenque et de la région Cévennes-Languedoc-Roussilon.

## Économie

### Revenus de la population et fiscalité
En 2011, le revenu fiscal médian par ménage était de 30 651 €.

### Emploi

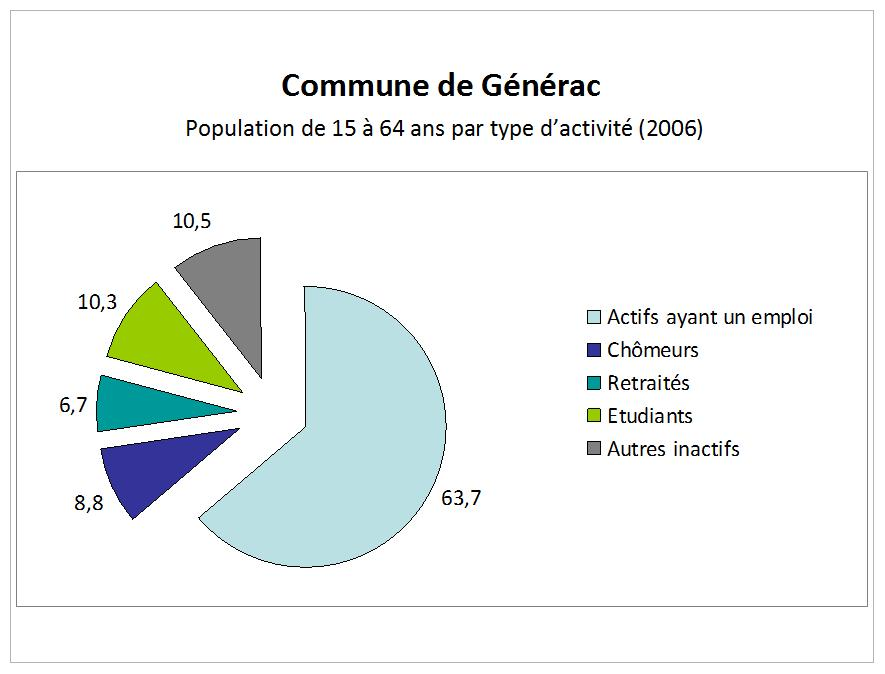
Répartition de la population par type d'activité, en 2006.

Selon l'Insee, le taux de chômage de la commune atteignait 12,2 % en 2007 et 11,8% en 2012. Le chômage touche alors essentiellement les 15-24 ans, avec un taux avoisinant les 25 %.
La même année, la catégorie socio-professionnelle dominante est celle des ouvriers, avec 31,3 %, suivis des employés avec 24,8 %, et des professions intermédiaires avec 18,8 %. La part des artisans, commerçants et chefs d'entreprise atteint les 12,8 %. Le village ne compte que 7,4 % de cadres et 4,9 % d'agriculteurs.
En 2012, la part des actifs de 15 ans ou plus ayant un emploi et travaillant au sein de la commune atteint 24,2 %. Parmi les actifs de 15 ans ou plus ayant un emploi dans une autre commune, 65,6 % travaillent dans une autre commune gardoise et 10,3 dans un autre département français. Notons que plusieurs métiers pratiqués au début du siècle dernier ont disparu du paysage généracois. Ces professions étaient, pour la plupart, liées à l'activité essentiellement agricole de la commune : meunier, bourrelier-sellier, maréchal-ferrant, tonnelier…
Aujourd'hui, le pôle urbain de Nîmes offre de nombreux emplois à la population généracoise. L'Insee rattache par ailleurs Générac au bassin de vie de Nîmes.

### Entreprises et secteurs d'activité
Au 31 décembre 2012, Générac comptait 519 établissements dont 179 dans l'agriculture, 29 dans l'industrie, 55 dans la construction, 204 dans le commerce-transports-services divers et 52 relatifs au secteur administratif. En 2013, 35 entreprises ont été créées à Générac.

#### Agriculture

##### Viticulture

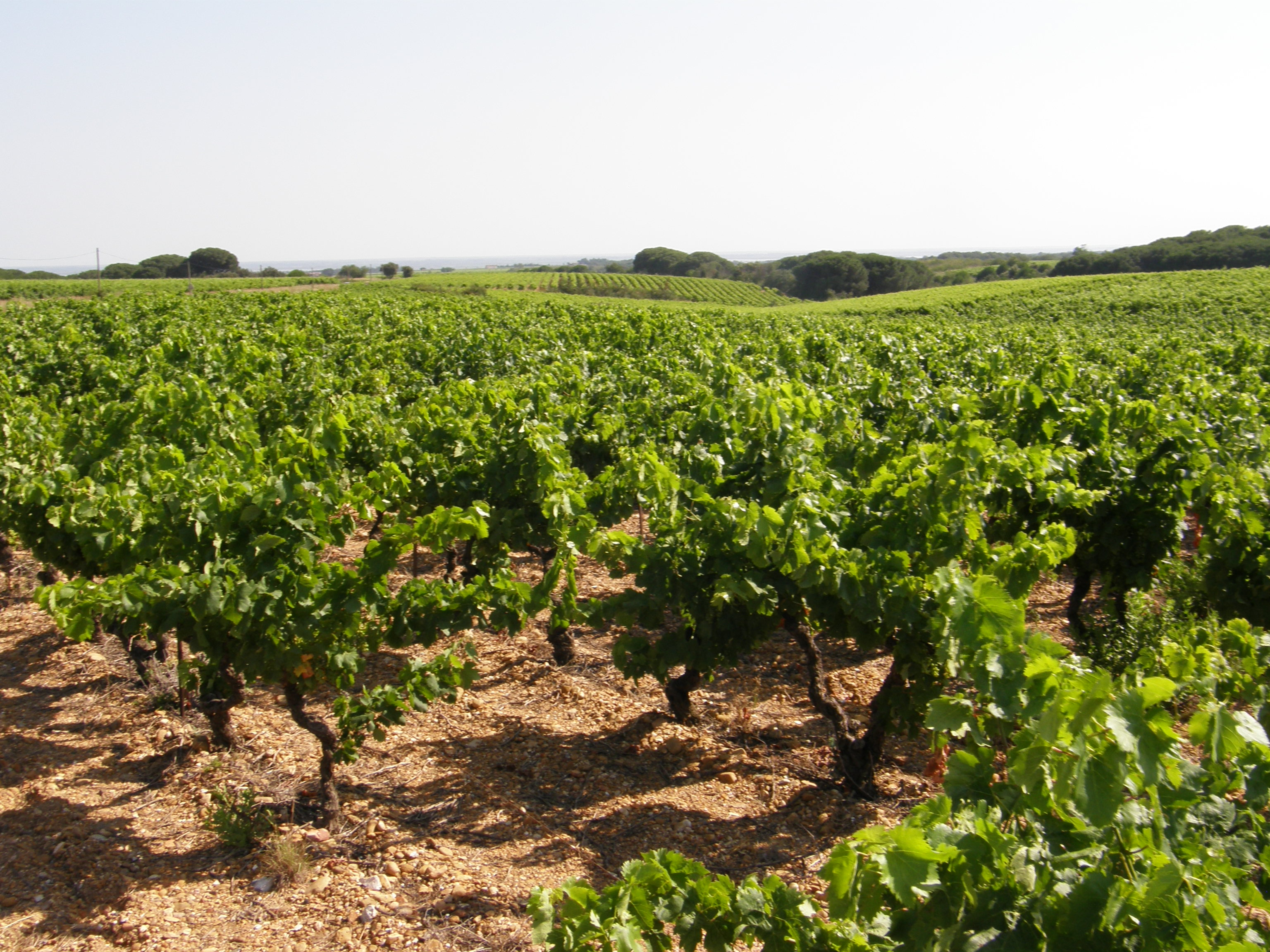
Vignes sur le plateau des Costières.

Depuis des siècles, l'économie locale est en grande partie liée aux activités viticole et vinicole. Le terroir caillouteux des Costières associé à un bon ensoleillement a favorisé très tôt ce type de culture. La viticulture des Costières a connu un réel âge d'or entre la deuxième moitié du XIXe siècle et les années 1960 environ. La vigne est alors l'objet d'une quasi monoculture. Aujourd'hui, cette viticulture de masse n'existe plus et la surface viticole décroit nettement. En 2010, on comptait à Générac 43 exploitations agricoles ayant des vignes pour une superficie totale 596 hectares (759 hectares en 2000).
Actuellement, le principal cépage utilisé à Générac est la syrah.

##### Arboriculture fruitière
La seconde moitié du XXe siècle voit le paysage agricole des Costières se restructurer peu à peu. Dès les années 1980, la forte crise que connaît la viticulture incite de nombreux domaines à se reconvertir dans l'arboriculture, d'autant que la construction du  canal BRL améliore grandement l'irrigation des sols. D'immenses vergers sont ainsi plantés : le pêcher et l'abricotier sont les principales espèces choisies. Au printemps, ces plantations offrent un paysage étonnant, très densément fleuri. L'arboriculture fruitière est toutefois particulièrement soumise aux aléas. Ceux-ci peuvent être d'ordre climatique (gelées tardives, orages de grêle…) ou sanitaire (champignons, insectes…). Chaque année, les arboriculteurs doivent également composer avec les fluctuations de la demande, elle-même influencée par le climat.
Durant la période estivale, le secteur représente une source d'emplois saisonniers relativement conséquente. À titre d'exemple, à Générac, le Domaine des Coteaux de la famille Bonnet emploie 500 à 600 personnes en juillet et en août et un peu moins de 350 personnes en juin et en septembre. Le verger, dispersé sur plusieurs communes (Nîmes, Saint-Gilles, Générac, Aubord, Beauvoisin), fait près de 300 hectares et produit 7 000 tonnes de fruits (pêche, nectarine, abricot, cerise et kiwi) par an,.
En 2010, on comptait à Générac 22 exploitations agricoles ayant des vergers pour une superficie totale de 362 hectares.

#### Artisanat et industrie

##### Vinification

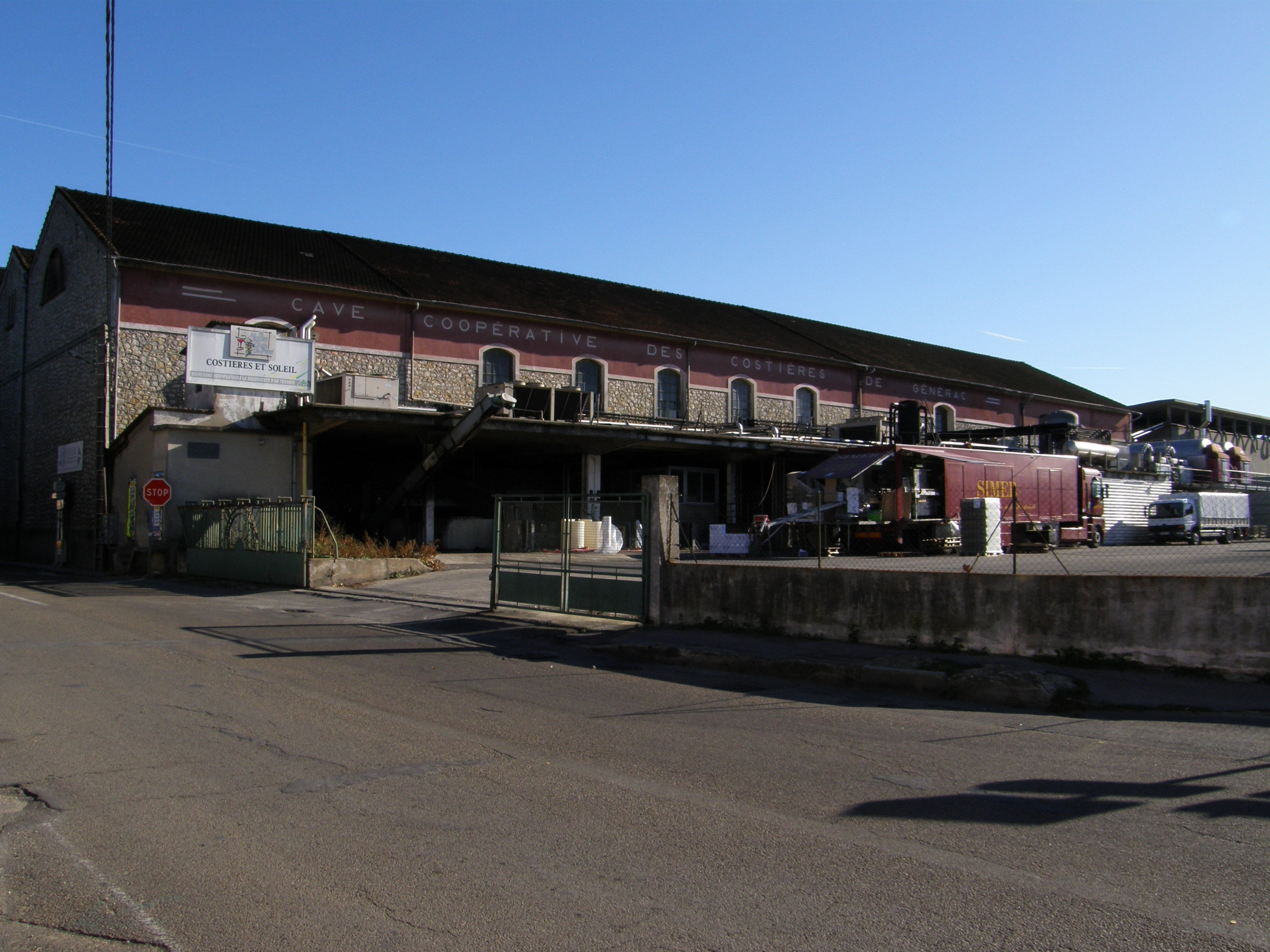
La cave coopérative.

À la fin du XIXe siècle, la commune de Générac compte plusieurs négociants en vin. Leur tâche est de commercialiser le vin lorsque le viticulteur ne produit pas suffisamment pour cela. Parfois, le négociant produit lui-même le vin lorsque le viticulteur n'en a pas les moyens. Les négociants rentrent le vin en foudres (énormes tonneaux d’une capacité de 5 à 30 m3) puis le vendent directement aux consommateurs : des particuliers, des cafés, des débits de vin. Notons également le rôle du courtier, qui est de se rendre chez le viticulteur pour goûter son vin et en ramener un échantillon au négociant, qui se charge de faire une offre.
Au début du XXe siècle, la vente du vin se développe grâce aux expéditions ferroviaires. S’il existe encore des « barricailleurs » qui expédient le vin par fûts, des commissionnaires commencent peu à acheter le vin pour le compte de marchands extérieurs, en l'expédiant par demi-muids (220 à 600l). À partir de 1920 se développe la vente en gros. On commence alors à se servir de citernes pour aller chercher le vin à la propriété et même pour livrer certains clients.
En 1927, 56 viticulteurs généracois décident la création d’une cave coopérative. Ils se regroupent pour acheter des machines en commun et produire ensemble leur vin ; ils veulent ainsi améliorer la qualité du produit et le vendre plus facilement. La cave coopérative de Générac est rapidement reconnue pour l'importante capacité de ses cuves. Celle-ci a évolué au fil des décennies :
| Année | Capacité des cuves en hl | Production en hl |
| ----- | ------------------------ | ---------------- |
| 1928  | 7 000                    | 7 000            |
| 1936  | 27 340                   |                  |
| 1944  |                          | 31 000           |
| 1949  | 39 170                   |                  |
| 1950  |                          | 53 000           |
| 1951  | 71 030                   |                  |
| 1956  |                          | 72 000           |
| 1962  |                          | 126 000          |
| 1966  | 185 600                  |                  |
| 1968  |                          | 110 000          |
| 1974  |                          | 165 000          |
| 1980  |                          | 210 000          |
| 1986  |                          | 142 000          |
| 1991  | 235 000                  | 75 000           |
| 2006  | 240 000                  | 62 000           |

En observant ces chiffres, il est à constater une croissance importante jusqu’en 1980, suivie d’une chute spectaculaire jusqu’en 1989.
Par les accords de Dublin, les pays membres de la Communauté économique européenne veulent stopper la surproduction de vin de consommation courante, en faisant distiller une partie du produit. Les producteurs du Languedoc-Roussillon ont opté pour un arrachage massif de la vigne, plutôt que de faire distiller le vin excédentaire. À Générac, des producteurs se sont convertis à la polyculture et ont entrepris de replanter leurs vignes avec des cépages améliorateurs.
Ils produisent depuis 1986 un vin d’appellation d’origine contrôlée (en 2006, 30 000 hl d'AOC « Costières de Nîmes » sur une production de 62 000 hl).

##### Industrie agroalimentaire
Un atelier de l'épicier de luxe Hédiard a été présent à Générac jusqu'en 2015. Il produisait essentiellement des confitures, des fruits confits et des pâtes de fruits.

#### Activités de service

##### Zone d'activités
Créée au cours des années 1980 sur un espace de 21 hectares au nord du village, la zone d'activité (ou zone artisanale) de Générac accueille aujourd'hui 12 entreprises et emploie près de 150 personnes. Les entreprises implantées incluent des secteurs tels le transport routier de marchandises ou encore la vente de machines agricoles. Notons que de nouvelles entreprises de services tendent à s'y installer, depuis la récente viabilisation de la partie sud de la zone.

## Culture locale et patrimoine

### Patrimoine architectural

#### Édifices civils
- Le château de Générac. Sa construction débuta probablement au XIe siècle. Il appartint aux comtes de Toulouse jusqu’en 1212. En 1248 il passe aux mains des Templiers, comme celui de Beauvoisin. À la mort de Guillaume de Nogaret en 1313, le château et ses terres revinrent au grand prieuré de Saint-Gilles qui y fit d'importants travaux au XVIe siècle. À l’heure actuelle, le château est en rénovation et la commune en est propriétaire. Il abrite le musée de la tonnellerie.
- L'hôtel de ville. Son beffroi n'est pas sans rappeler la base d'un clocher roman provençal, la flèche en moins. L'édifice date de 1847.
- Les anciennes écoles communales. Utilisées en tant que telles pendant plus d'un siècle, de 1881 à 1992, elles abritent aujourd'hui le centre de loisirs du village.
- La circulade du Fort. Il s'agit là d'une particularité urbanistique qui concerne une partie seulement du centre-ville - accessible par la rue du Fort - et non l'ensemble du vieux village, qui à ce titre n'est pas une circulade. Ce quartier adjacent à la place du village fut très certainement construit à l'époque médiévale. À l'image d'autres bourgades circulaires languedociennes, les habitations qui le constituent sont clairement disposées de façon rayonnante autour d'une petite place centrale. La circulade du Fort devait ainsi constituer le cœur du Générac médiéval[27].
- La cave coopérative. Construite en 1927 par l'architecte Saint-Père[49], la cave coopérative des Costières de Générac a été tout au long du XXe siècle un lieu central pour l'économie du village, du fait de l'importante capacité de ses cuves.
- Les arènes de Générac. Elles furent construites en 1969 afin d'accueillir les manifestations liées à la bouvine, dont la course camarguaise.
- La gare de Générac. Elle fut construite en 1873, sur une ligne qui connut par la suite un important trafic. Si aujourd'hui la gare a perdu sa vocation marchande, des trains de marchandises empruntent toujours la ligne pour transporter le sel extrait des Salins du Midi d'Aigues-Mortes. Il n’y a plus de chef de gare depuis 1981, néanmoins le TER s’arrête toujours pour conduire les voyageurs vers Nîmes ou le Grau-du-Roi.
- Les  lavoirs, dont les premières traces datent de 1255. On parle alors de « fontaine aux Allemands ». Le premier aménagement a été réalisé en 1810. Les lavoirs furent fermés au cours des années 1980 pour des raisons d’hygiène et de sécurité. Situés à proximité de l'ancien site de l'usine de pompage des eaux, ces importants bassins bordés de platanes ont été récemment réhabilités[C 6].
- La ferme du Puech-Roussin. Depuis 2004, les propriétaires de cette ferme biologique et pédagogique proposent aux visiteurs la découverte de leur exploitation agricole. La découverte in-situ et la vente directe sont grandement privilégiées par les exploitants.

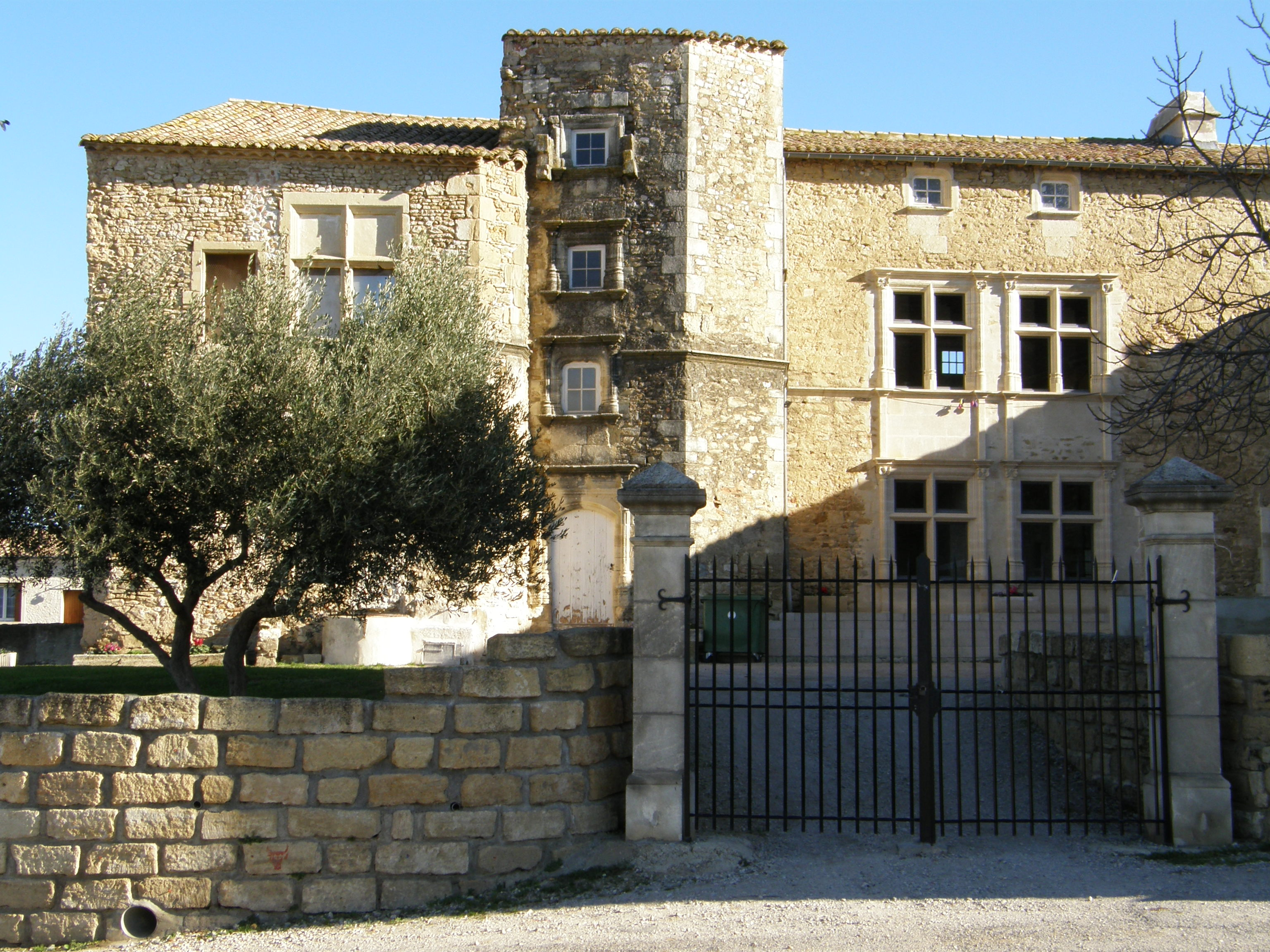
Le château.
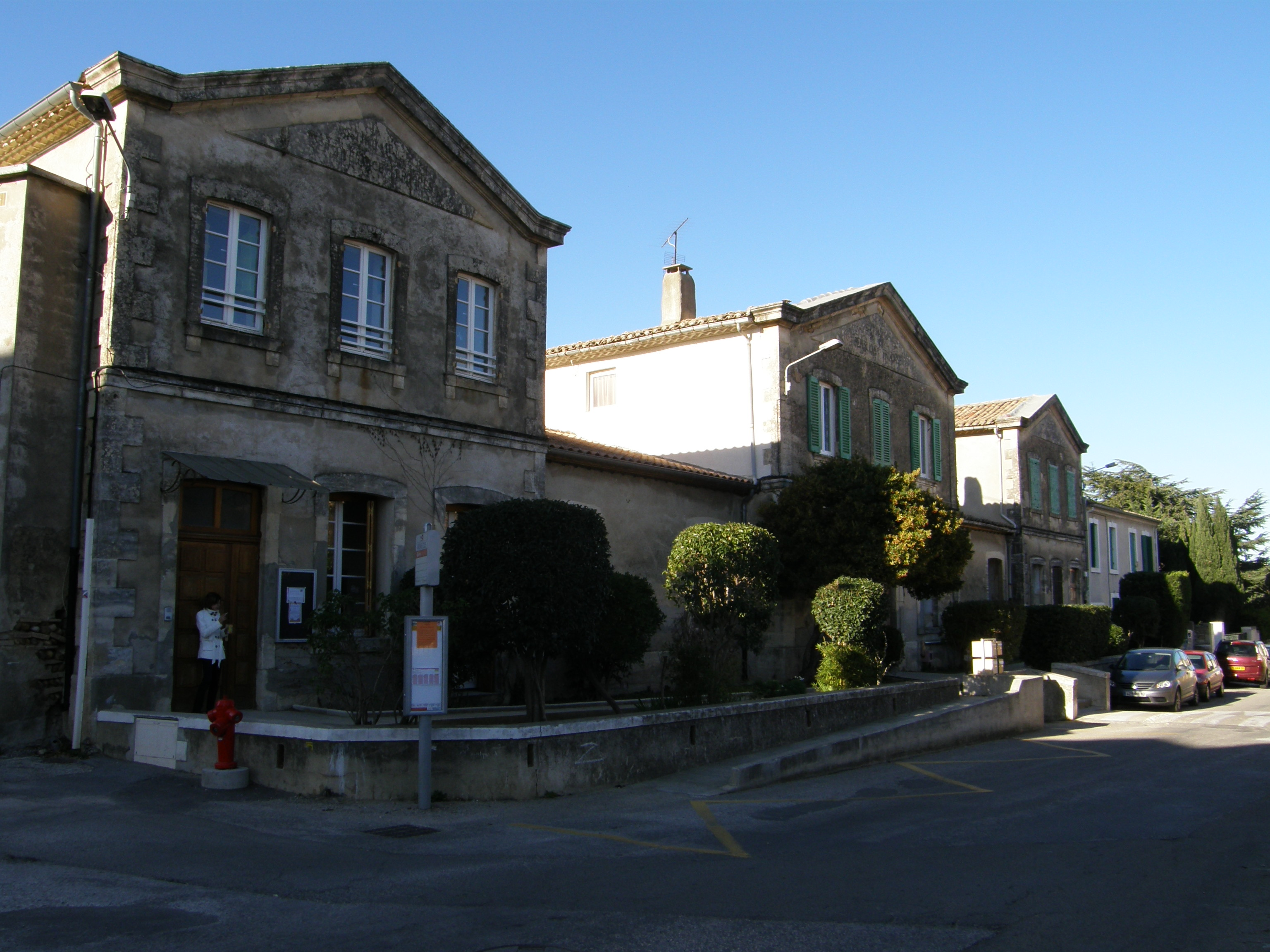
Les anciennes écoles.
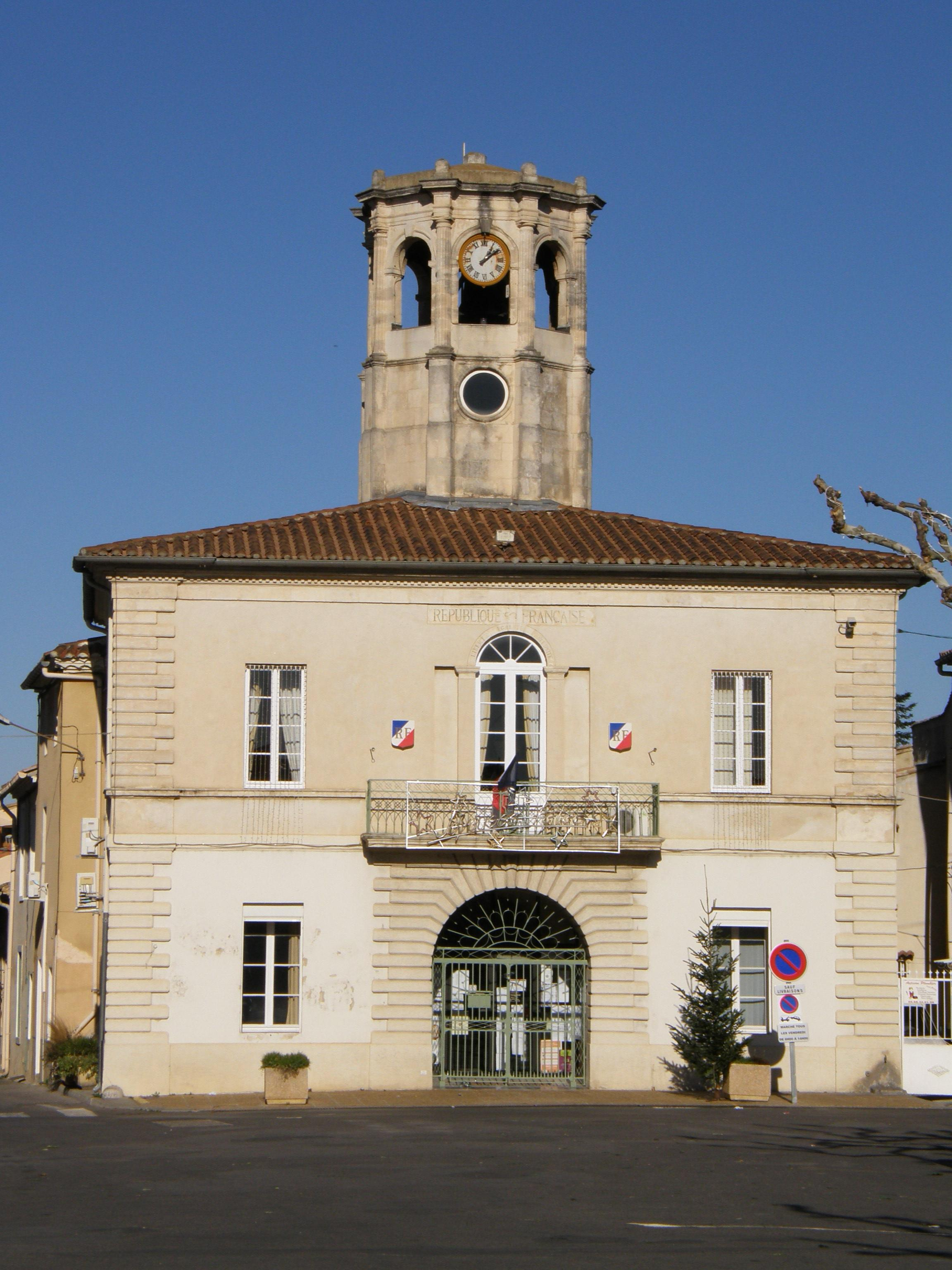
L'hôtel de ville.
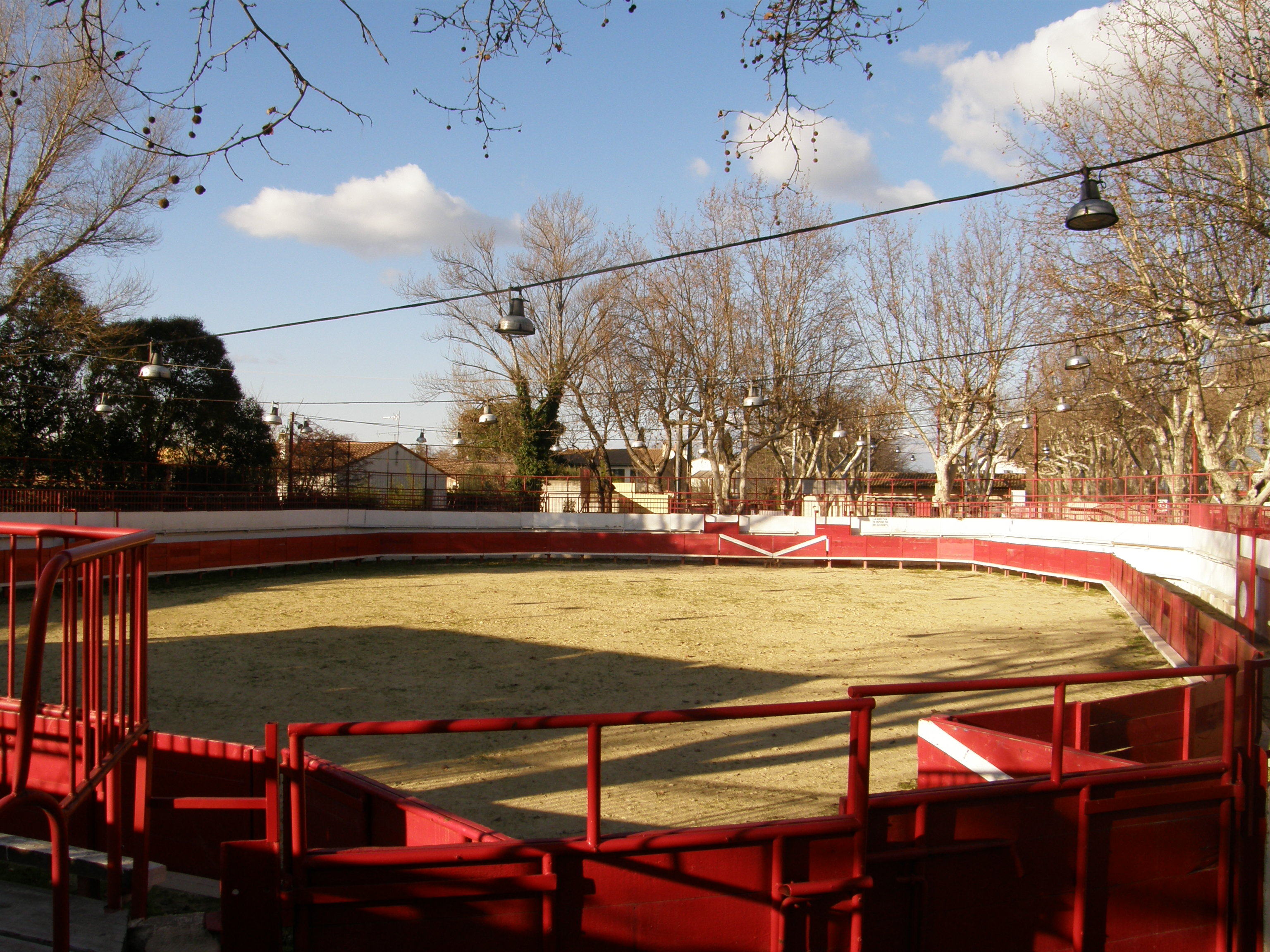
Les arènes.
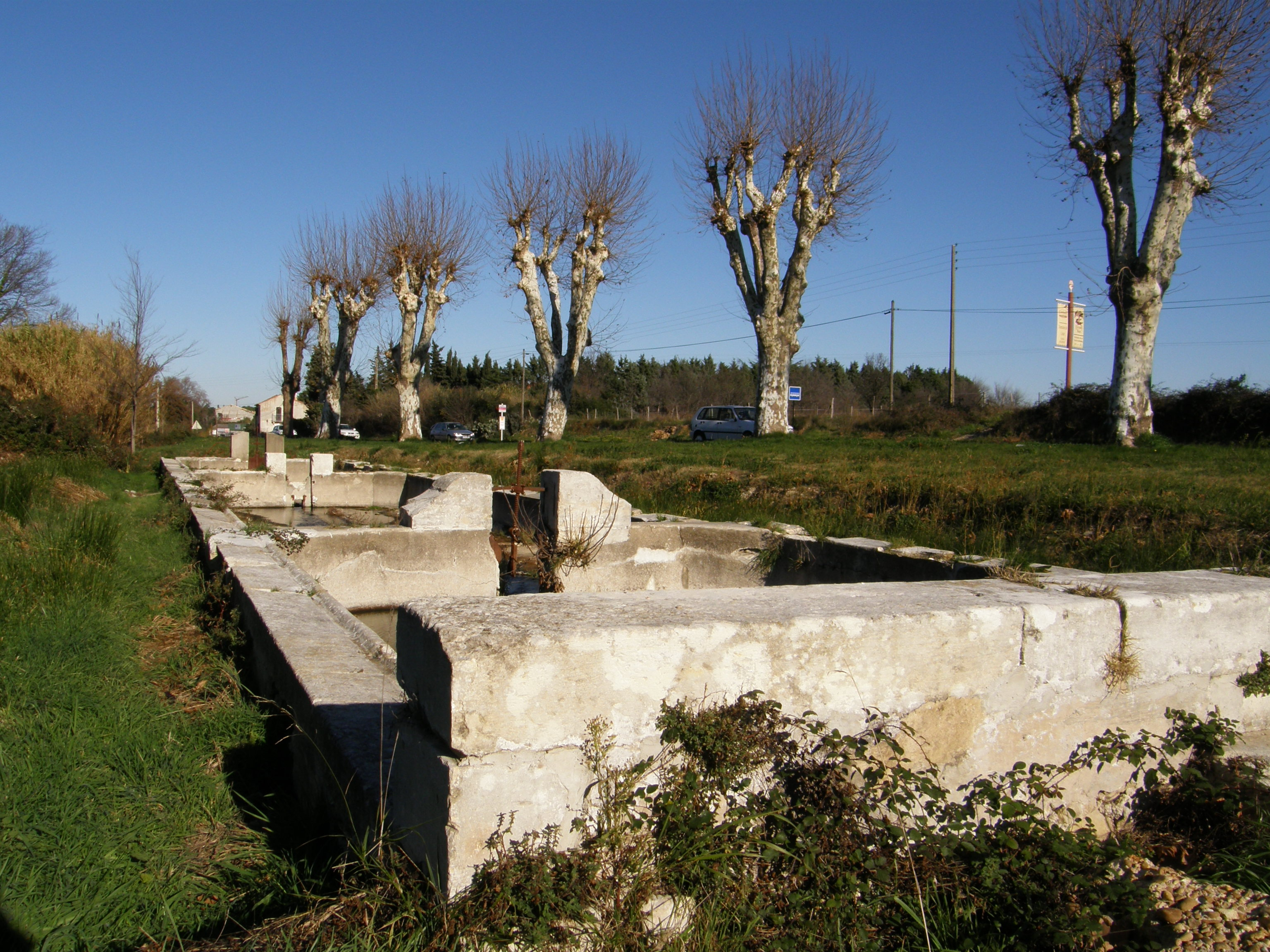
Les lavoirs.

#### Édifices religieux
- L'église de l'Immaculée-Conception de Générac. Vers l’an 1000, des moines de l’abbaye de Saint-Gilles érigent un petit prieuré, sous le vocable de Saint-Jean. Elle fut détruite à deux reprises lors de la Réforme puis reconstruite en 1860 dans un style éclectique, sur des plans d'Henri Révoil[43].
- Le temple protestant. D'architecture originale et particulièrement travaillée au niveau de sa façade, il fut bâti à partir de 1863 et consacré en 1872[90]. Il abrite aujourd'hui l’église protestante unie de Générac.

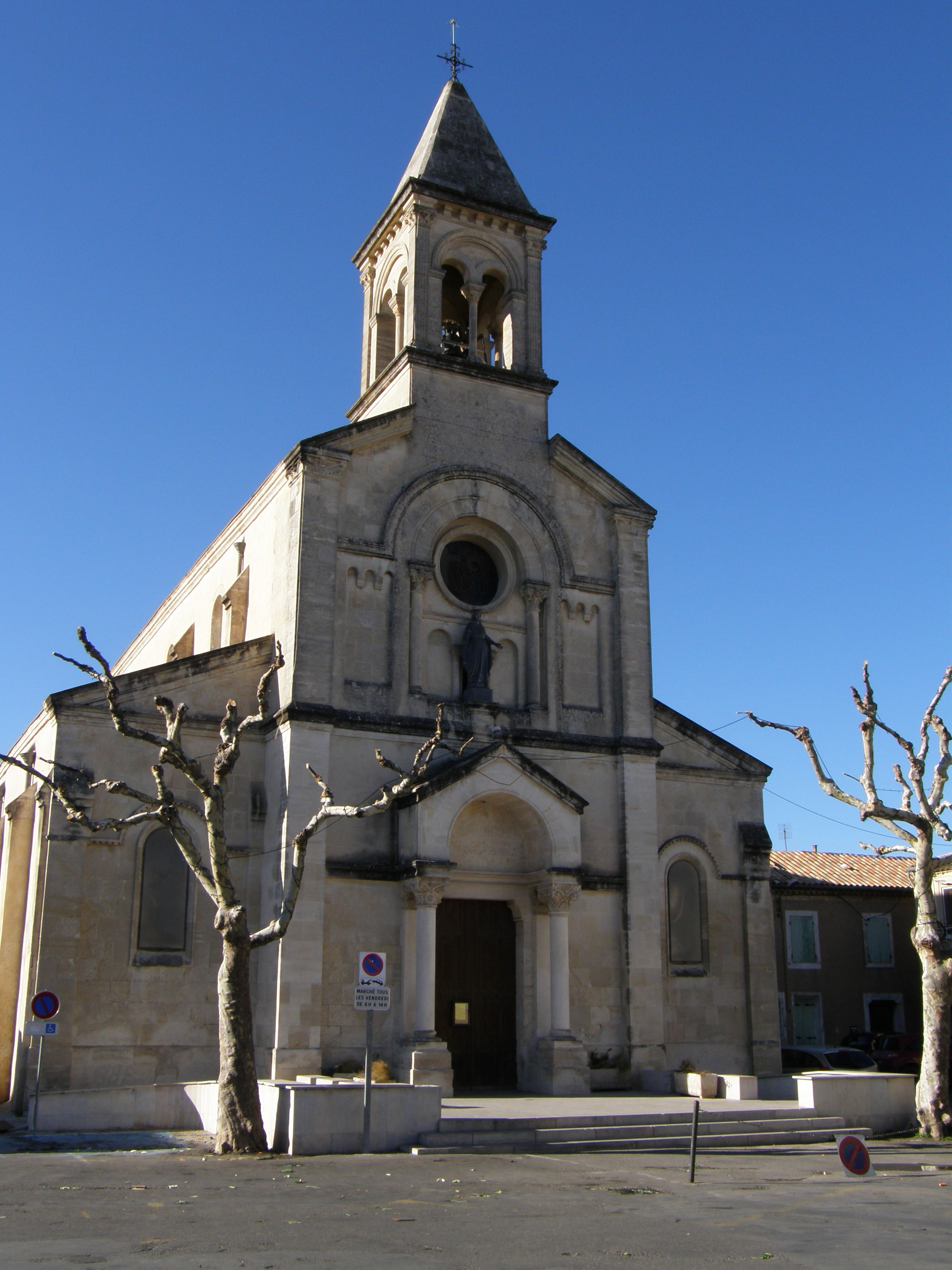
L'église.
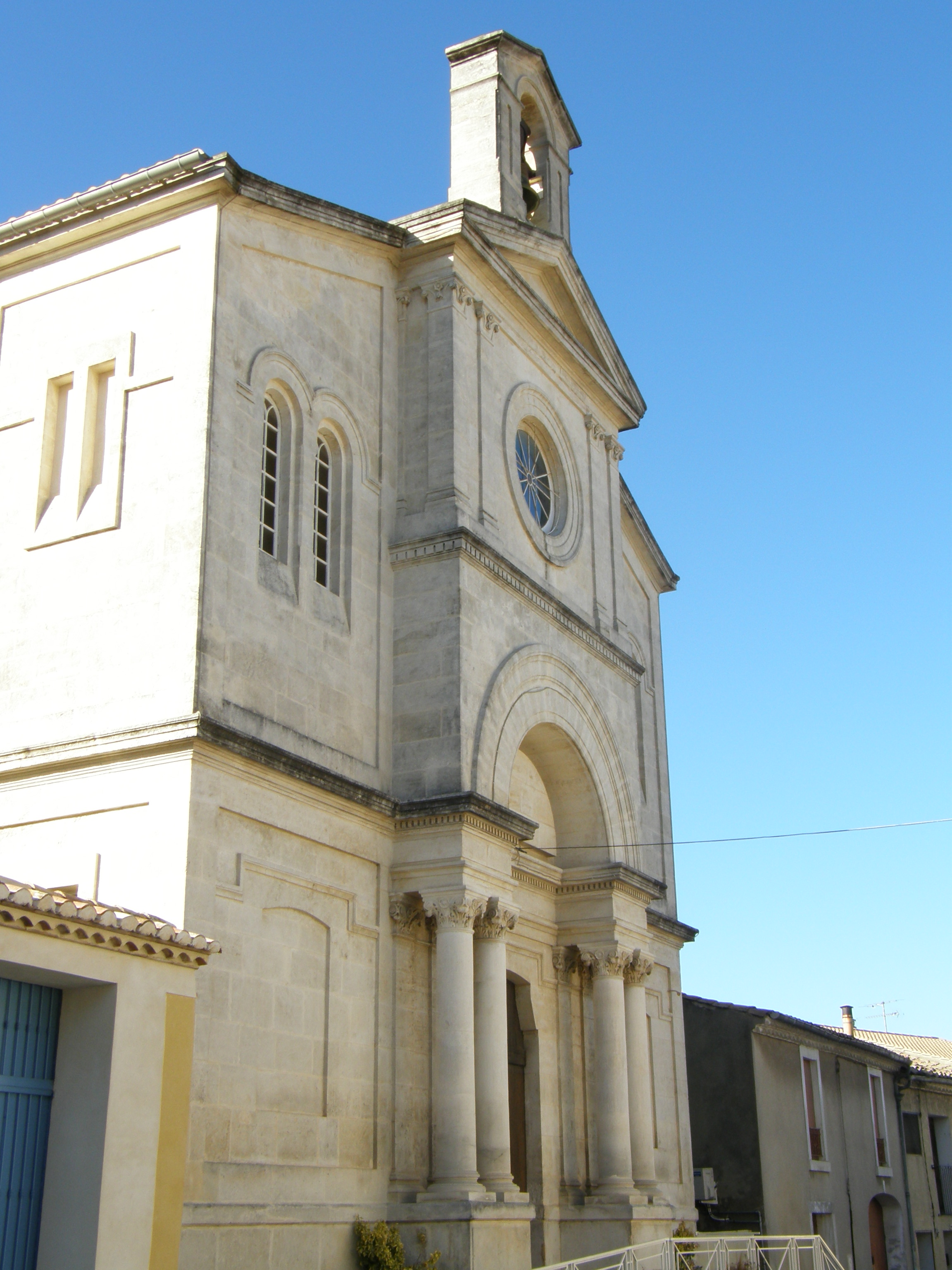
Le temple protestant.

### Patrimoine culturel
Du fait de sa situation, Générac est fortement influencée par la culture camarguaise et notamment par la bouvine. La commune est également très empreinte de la culture occitane. L'occitan provençal est souvent couramment parlé par les plus anciens et des cours sont même dispensés dans le village par l'Institut d'études occitanes.
En matière d'infrastructures, Générac abrite le musée de la tonnellerie depuis 1995. Installée au sein de l'aile ouest du château, la collection comporte de nombreux outils utilisés par les tonneliers au XIXe siècle et au début du XXe siècle. Des visites commentées du musée sont possibles sur réservation.
La commune de Générac dispose également d'une médiathèque.

### Patrimoine naturel
Le territoire de Générac est fréquenté depuis plusieurs années par l'outarde canepetière. Cet oiseau migrateur rare et protégé a choisi de s'implanter en plusieurs endroits du sud-Gard, essentiellement en zone agricole ou de  prés salés. L'hivernage de l'espèce se déroule la plupart du temps sur des parcelles de plaine peu dérangées. On estime la population locale de mâles chanteurs à environ 500 individus pour le seul département du Gard. Afin de protéger l'avifaune des Costières, une partie de ce territoire bénéficie depuis 2006 d'une mesure de classement en zone de protection spéciale, intégrée au réseau Natura 2000.
Au même titre, une partie du territoire communal généracois est l'objet d'une ZNIEFF, dont le périmètre est situé à l'est du village. Une deuxième ZNIEFF, située au sud de la première, protège par ailleurs les puechs Lachet et de Dardaillon.

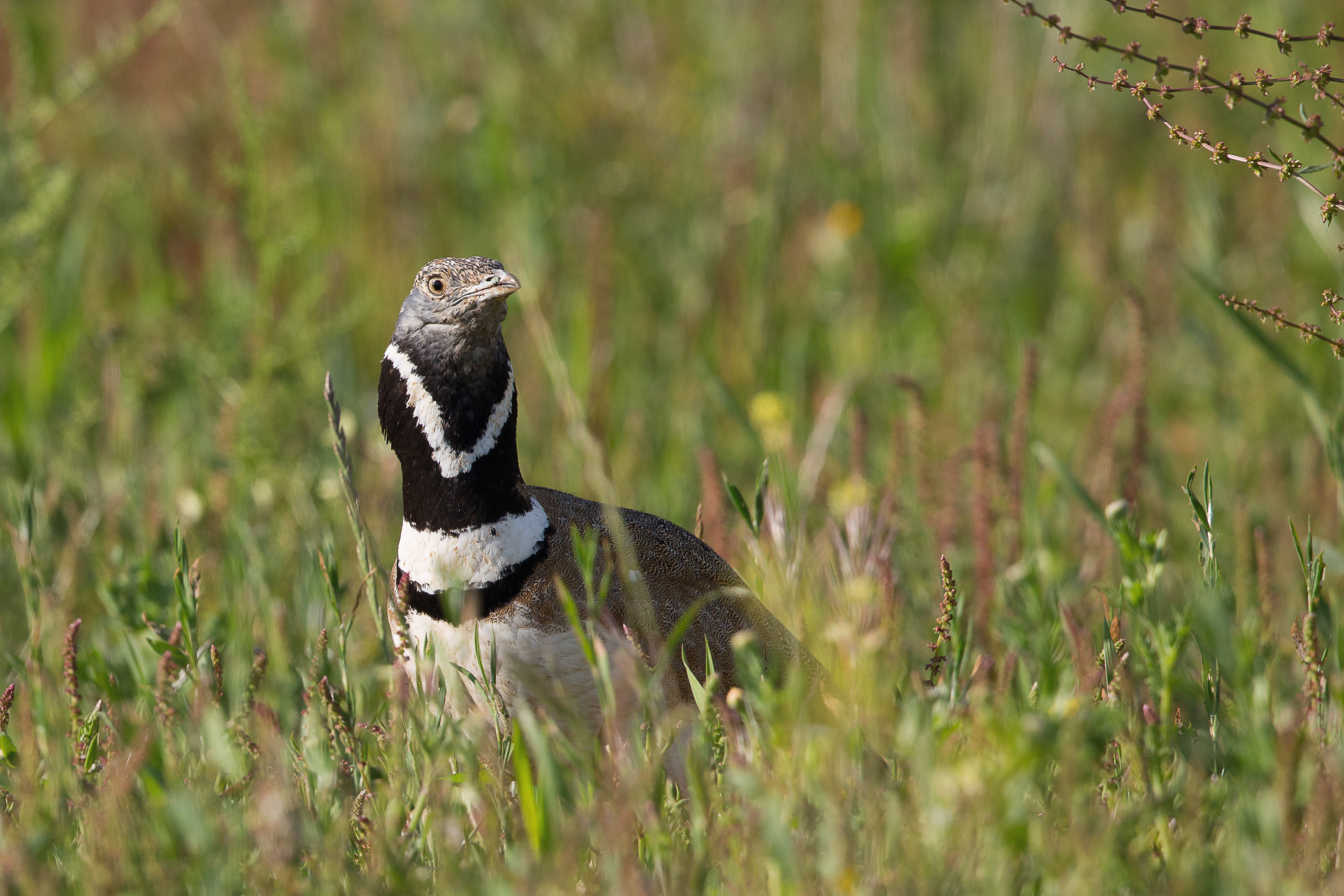
Outarde canepetière.
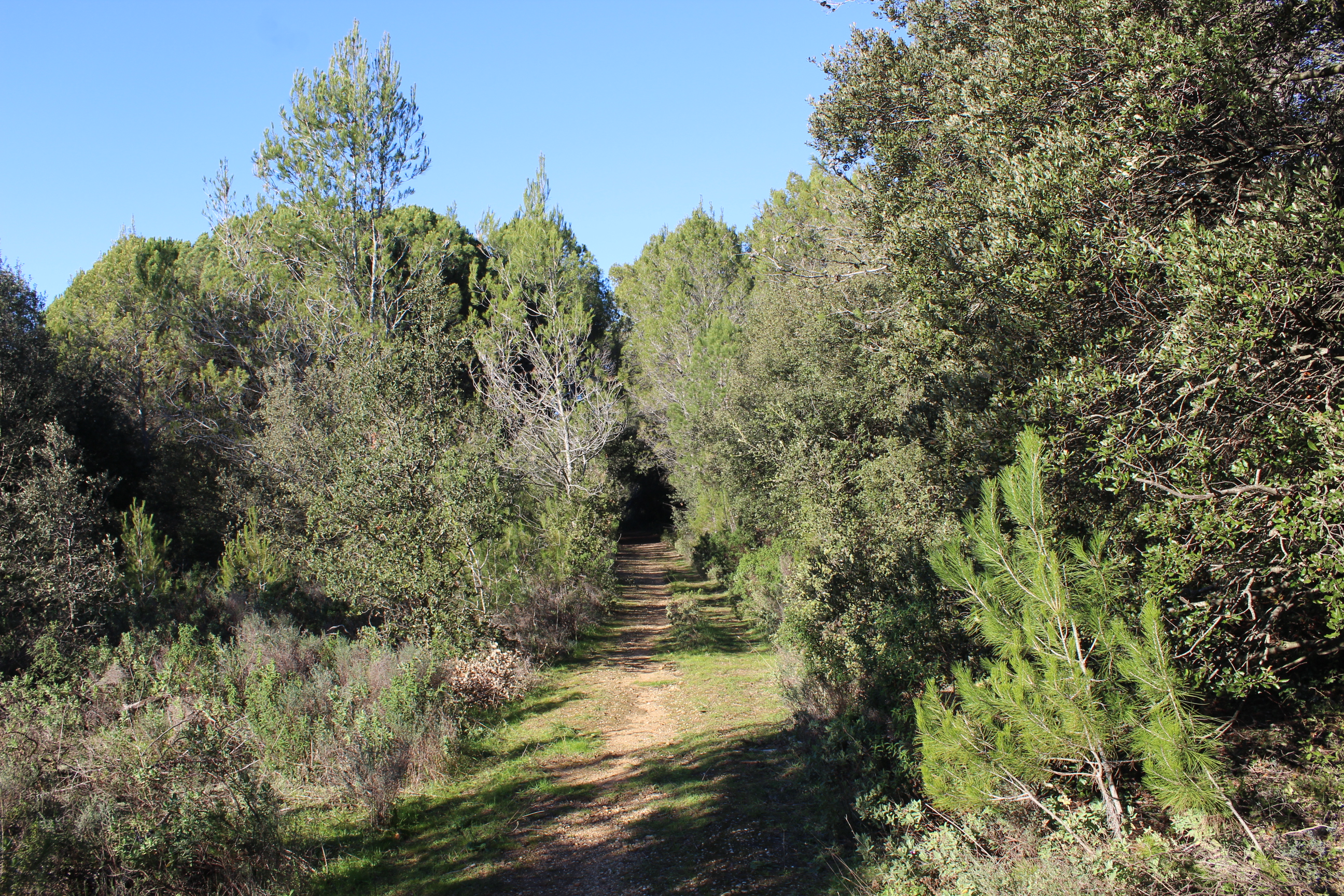
Garrigue généracoise.

### Personnalités liées à la commune
- Guillaume de Nogaret, juriste et conseiller du roi Philippe IV le Bel, seigneur à Générac et dans la région nîmoise de 1307 à sa mort en 1313.
- Charles de Surville (1803-1868), homme politique gardois, trésorier-payeur général du Gard, maire de Nîmes, propriétaire du château de Valcombe.
- Élie Peyron (1857-1941), homme politique nîmois, avocat à la cour d'appel, membre de l'Académie de Nîmes, propriétaire important sur les communes de Générac et de Bernis.
- Eustase Thomas-Salignac (1867-1943), chanteur lyrique natif de Générac.